# Carmelo Bene
Carmelo Pompilio Realino Antonio Bene (Campi Salentina, 1º settembre 1937 – Roma, 16 marzo 2002) è stato un attore, regista, drammaturgo, scrittore e poeta italiano.
È stato uno dei protagonisti della "neoavanguardia" teatrale italiana e tra i fondatori del "nuovo teatro italiano". Autore prolifico, si impegnò in diverse forme d'arte quali la poesia, il concerto, il cinema.

## Biografia
Nasce a Campi Salentina, in provincia di Lecce, il 1º settembre 1937, da genitori originari di Vitigliano, frazione di Santa Cesarea Terme. I suoi genitori, Umberto Bene (1900-1973) e Amelia Secolo (1905-1992), gestivano una fabbrica di tabacco dove lavoravano diverse centinaia di giovani operaie. Bene era un bambino gracile, timido, introverso e taciturno. Sua madre era fervente cattolica e praticante, così il piccolo Carmelo si trova a servire «un'infinità di messe», sia a Campi Salentina sia a Lecce, dove abitava la zia Raffaella, anche tre o quattro al giorno. Una vocazione, questa, che abbandona man mano, sino a diventare allergico a qualsiasi tipo di ritualizzazione religiosa.
Frequenta la scuola degli Scolopi di Campi Salentina, mostrandosi critico verso i propri insegnanti, definiti successivamente nella sua autobiografia come incompetenti in teologia, bestemmiatori e pedofili. Trascorre così l'infanzia perlopiù fra i vezzi di questa moltitudine di ragazze, la scuola degli Scolopi e le gite domenicali a Lecce. Dopo gli studi presso l'Istituto Calasanzio dei Padri Scolopi di Campi Salentina, ove frequenta le scuole medie e il liceo classico sino al secondo anno, conclude gli studi classici nel Collegio Argento dei Padri Gesuiti di Lecce.

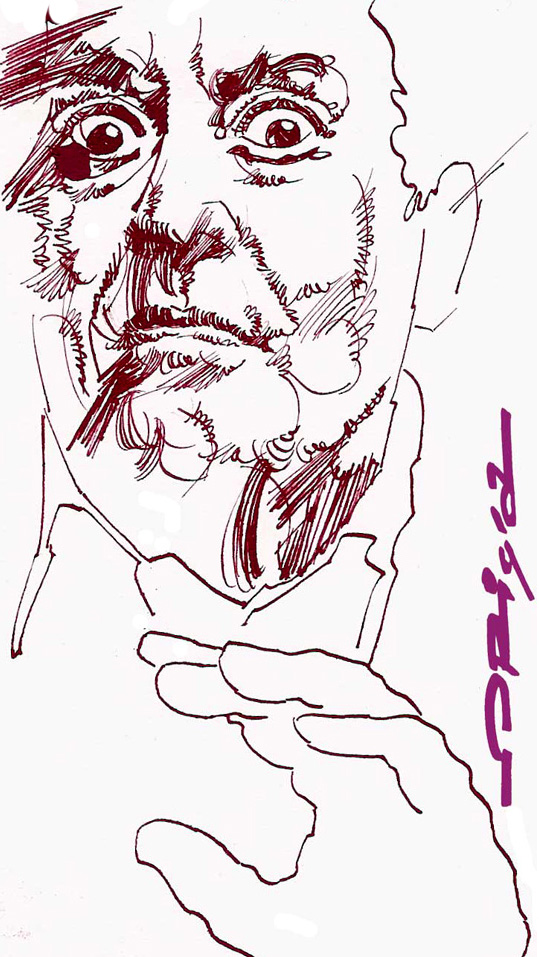
Bene, disegno di Graziano Origa

In seguito si iscrive, diciassettenne, alla Facoltà di Giurisprudenza all'Università degli Studi di Roma "La Sapienza", senza frequentarla troppo. Si iscrive anche al primo anno dell'Accademia Sharoff. Da Lecce gli arriva la cartolina precetto e parte per la visita di leva, ma, contrario a utilizzare 18 mesi delle sue «numerose vite» svolgendo mansioni ritenute inutili, riesce a evitare il servizio militare fingendosi omosessuale. Anche all'esame psichiatrico risulta la sua ambivalenza, guadagnandosi l'attestato di RAM (ridotta attitudine militare).
Nel 1957 si iscrive all'Accademia nazionale d'arte drammatica «Silvio D'Amico» e ne frequenta i corsi per un anno, ritenendoli inutili: esisteva un certo attrito fra lui e gli insegnanti, e lo stesso Carmelo Bene sintetizza i divergenti punti di vista affermando che «il metodo per risvegliare i sentimenti era l'accademia Sharoff, quello per addormentarli la Silvio D'Amico». Aggiungendo: «Per fortuna, dopo un anno passai a non frequentare la Silvio D'Amico». Diventò presto famigerata la battuta: «Come va? Non c'è Bene, grazie». Bene ricorda che alla Silvio D'Amico, solo due insegnanti credevano in lui: l'insegnante di metrica e la signora Morino, trent'anni prima attrice con Ruggero Ruggeri.

Pier Paolo Pasolini, colui che lanciò definitivamente nel cinema Carmelo Bene con il film Edipo re (1967)

A Roma i genitori gli pagano l'affitto e un minimo di vitto, perciò in questi primi anni romani Carmelo, per sostenere la propria vita sregolata, deve lavorare di astuzia e praticare sotterfugi. In questi anni si ubriaca frequentemente e fuma molto. Finisce spesso per essere arrestato: «Bastava girare con la barba non rasa di un giorno» per essere fermato, interrogato o addirittura arrestato. Nel solo anno 1958 Carmelo Bene trascorse «trecentoventicinque notti nei vari commissariati di zona».
Esordisce ventiduenne in teatro con Caligola di Albert Camus nel 1959, per la regia di Alberto Ruggiero. Dopo le prime esibizioni romane torna a Campi Salentina con l'intento di sposare Giuliana Rossi, attrice fiorentina di quattro anni più grande, mal vista dalla famiglia di lui.
Il padre, in combutta con il primario, arriva a farlo internare al manicomio per un paio di settimane, con l'intenzione di scemare l'attrazione e l'intenzione a realizzare il matrimonio; Giuliana poi subisce esplicite minacce. Si sposano comunque a Firenze il 23 aprile 1960, «più per accontentare la suocera che per effettiva vocazione» e dalla loro unione nasce un figlio, Alessandro, che viene allevato prevalentemente dai nonni materni e muore di tumore in giovane età il 3 ottobre 1965 all'ospedale Meyer di Firenze.

Carmelo Bene in una scena del film Un Amleto di meno

In questo periodo fiorentino avviene l'incontro letterario fondamentale della sua vita; legge l'Ulisse di James Joyce che lo affascina talmente da sconvolgerne il modo di pensare, sottraendogli gli ultimi residui di esistenzialismo. Dopo questo primo impatto letterario Carmelo Bene lascia Firenze, vivendo un periodo di «pura erranza», «scombussolato», senza una meta, prima di approdare a Genova. Nel 1960 conosce e si lega in amicizia con Aldo Braibanti e Sylvano Bussotti il quale cura le musiche dello Spettacolo-concerto Majakovskij che si tiene a Bologna nello stesso anno. Con la seconda serie di repliche del Caligola del 1961 Bene diventa «regista di se stesso», e da Genova in poi, non delegherà più a nessun altro la regia del suo teatro. Tra il 1961 e il 1962 realizza il primo Amleto, «tutto shakespeariano, non ancora pervertito in Laforgue», e il primo Pinocchio. Dalla Compagnia D'Origlia-Palmi, in auge a Roma tra gli anni trenta e settanta, Carmelo Bene ha modo di prelevare attori come Manlio Nevastri (in arte Nistri), Luigi Mezzanotte e Alfiero Vincenti:
Dal 1961 fino al 1963 costituisce il cosiddetto "Teatro Laboratorio" (con gli attori prelevati dall'anzidetta compagnia), realizzato in un locale di Trastevere, nel cortile al numero 23 di San Cosimato. Viene in seguito chiuso definitivamente a causa del fattaccio del «piscio» sulla platea e sull'ambasciatore argentino attribuito a Carmelo Bene, ma probabilmente perpetrato dal pittore argentino Alberto Greco. Al Teatro Laboratorio si allestiscono gli spettacoli cabaret con titoli significativi come Addio porco, una specie di happening, goliardata o presa in giro, che serviva a raggranellare denaro attirando gente snob e ricca a caccia di emozioni forti. Lo spettacolo Cristo '63 (registrato da Alberto Grifi ma che viene censurato) scatena più d'uno scandalo, fino ai tafferugli con la polizia. Bene racconta:
Lo stesso evento si ripeté successivamente in una villa sulla Cassia Antica messa appositamente a disposizione da una gallerista col solo scopo di far rivivere quel fatidico happening, comprensivo di tafferugli, e questa volta furono i Re Magi che si misero a orinare addosso alle signore impellicciate. In questi primissimi anni, dal Caligola in poi, fino alla parentesi cinematografica, Carmelo Bene in definitiva non trae altro successo che dallo scandalo, come ricordano, fra gli altri, Franco Quadri, Lydia Mancinelli e lo stesso Carmelo Bene nella sua autobiografia. D'altra parte Giuliana Rossi descrive Carmelo come un irresponsabile, cinico, sprezzante verso il prossimo, ma fascinoso e accattivante. Questo suo comportamento biasimevole, però, veniva compensato da una forza creativa e una cura straordinarie che dedicava ai suoi spettacoli.
Sempre nel 1963 e quasi subito dopo la chiusura del Teatro Laboratorio, Carmelo Bene si imbatte casualmente, per la prima volta, in un'edizione laforguiana, che gli farà in seguito concepire i suoi Amleti. Già pensa alla sua Salomè; legge The Monk di Matthew Gregory Lewis che porterà poi in scena il 12 ottobre 1966 al Teatro delle Muse, con la rivisitazione dal titolo Il Rosa e il Nero. Sempre nel 1963 viene allestito l'Edoardo II tratto da Marlowe che, in una delle sue repliche all'Arlecchino, vede fra gli spettatori la compagnia degli attori del Living Theatre, di passaggio a Roma, con i quali Bene stringe amicizia. Lavora contemporaneamente all'Ubu roi da Alfred Jarry che porterà al Teatro dei Satiri e alla Salomè da Oscar Wilde (con lo "straordinario" Franco Citti nei panni di Giovanni Battista) al Teatro delle Muse, davanti a un pubblico accanito e irriducibile composto da detrattori e da sostenitori (Ennio Flaiano, Alberto Arbasino, John Francis Lane, Alberto Moravia).
Comincia in questo periodo il lungo sodalizio artistico-sentimentale con l'attrice Lydia Mancinelli, la quale per la prima volta recita in La storia di Sawney Bean (su testo di Roberto Lerici) del 1964. Negli anni sessanta-settanta Lydia Mancinelli e Alfiero Vincenti sono per Carmelo Bene due figure fondamentali e insostituibili. Il 1964 segna anche l'anno dell'esordio al Teatro delle Muse della prima Salomè tratta da Oscar Wilde, con la partecipazione di Franco Citti nella parte di Jokanaan. Lo spettacolo è osannato da Ennio Flaiano e da Alberto Arbasino, oltre che dal critico John Francis Lane del Times; fu criticato invece aspramente da Giuseppe Patroni Griffi. Dello stesso anno è la Manon, spettacolo teatrale tratto dalla Manon Lescaut di Prevost, le cui recensioni dell'epoca (come per gli altri suoi spettacoli) imputano un certo gusto per lo scandalo e una tendenza a voler stupire fine a sé stessa, cosa che Bene smentisce, asserendo che questa "rappresentazione" già era il suo "teatro degli handicap" a venire pienamente affermatosi negli anni ottanta.

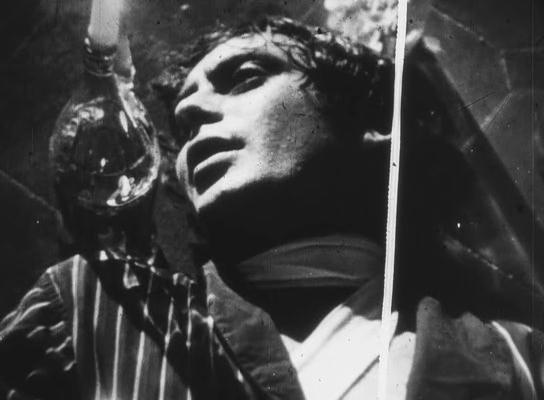
Carmelo Bene in una foto di scena di Nostra Signora dei Turchi

Dopo il sequestro e la chiusura definitiva del Teatro Laboratorio trascorrono sei mesi con l'allestimento del Teatro Carmelo Bene al Divino Amore (1967), esperienza breve come l'altra precedente del Beat '72, la cui apertura avviene nel 1966. Inoltre, in questo stesso periodo, tra il 1965 e il 1966, Bene scrive i romanzi Nostra Signora dei Turchi e Credito italiano, portati poi a teatro. Ma, come tutta l'opera beniana di questo periodo, il successo ebbe più che altro un riscontro elitario. Viene portato in scena al Teatro delle Muse Il Rosa e il Nero, rivisitazione di The Monk di Matthew Gregory Lewis. Risale a questo periodo una testimonianza della trasmissione televisiva Avvenimenti 30. La voce fuori campo del cronista commenta:
Carmelo Bene pensa ora di abbandonare il teatro per dedicarsi ad altro. Nel 1967 Pier Paolo Pasolini lo invita a partecipare al suo film Edipo re. Intanto Nelo Risi, avendo progettato un film su Pinocchio, propone la parte della fatina a Brigitte Bardot, quella di Pinocchio a Carmelo Bene e quella di Geppetto a Totò; ma questi morì proprio nel 1967, mandando in fumo il progetto. Nello stesso anno Bene inizia la sua esperienza da regista cinematografico, arrivando l'anno successivo a vincere il Leone d'Argento al Festival di Venezia con quello che viene considerato il suo capolavoro: Nostra Signora dei Turchi. Fra i suoi principali amici e collaboratori di questo periodo vi furono il noto attore, autore e regista tarantino Cosimo Cinieri, Mario Ricci, Leo de Berardinis, Piero Panza e il noto pittore e scenografo leccese Tonino Caputo. Nel 1969 vediamo Bene partecipare come attore in Umano, non umano, film di Mario Schifano. La parentesi cinematografica dura sino al 1973, costituita da una serie di lungometraggi come Capricci (1969), Don Giovanni (1970), Salomè (1972), oltre al già citato Nostra Signora dei Turchi, che spesso producono in Italia reazioni sconsiderate, violenza gratuita e spaccatura di pubblico e critica, tra fautori e detrattori. Un Amleto di meno segna la fine di questa meteorica apparizione cinematografica di Carmelo Bene, esperienza mai più ritentata.
Il 1970 è l'anno in cui Carmelo Bene conosce Salvador Dalí ed Emilio Villa, che contribuiscono a segnare la sua esperienza artistica. In questo stesso anno un Don Chisciotte televisivo commissionato dalla RAI sfuma, poiché il progetto viene ritenuto "impopolare". Il cast d'eccezione contemplava, oltre a Carmelo Bene, artisti di fama come Eduardo De Filippo, il clown sovietico Popov e Salvador Dalí (scenografo). Stessa sorte toccò a un altro progetto filmico fatto insieme con Eduardo, tratto da La serata a Colono di Elsa Morante. Scrive inoltre A boccaperta, pensato inizialmente come una sceneggiatura dedicata a San Giuseppe da Copertino. Partecipa inoltre in qualità di attore a film come Necropolis di Franco Brocani e a Storie dell'anno mille di Franco Indovina. Nel 1972-1973, con il ritorno al teatro, dopo la parentesi cinematografica, Carmelo Bene ottiene un vero trionfo. Il primo spettacolo teatrale di Nostra Signora dei Turchi, riportata di nuovo in scena, con le sue venticinque repliche romane, vede in platea un'infinità di "nomi che contano", tra cui Ennio Flaiano, Alberto Arbasino, Vittorio Gassman, Mariangela Melato, Giuseppe Patroni Griffi, Alberto Moravia, Renzo Arbore, Gianni Morandi, Gigi Proietti, Elsa De Giorgi, Enzo Siciliano, Franco Franchi e tanti altri. Del 1973 sono le interviste impossibili radiofoniche con testi di Ceronetti, Sermonti e Manganelli, in cui Carmelo Bene e altri attori danno immaginificamente voce a vari personaggi storici e preistorici.

Carmelo Bene in una scena di Nostra Signora dei Turchi

Il 1974 segna l'anno della sua prima apparizione in televisione con "Quattro modi di morire in versi: Majakowski, Blok, Esenin, Pasternak" con la collaborazione di Roberto Lerici e Angelo Maria Ripellino, che ottiene un grande successo di pubblico e critica e un indice d'ascolto elevatissimo. Con gli anni settanta iniziano le assidue frequentazioni della Versilia dove Bene incontra intellettuali e uomini di cultura come Eugenio Montale, Vittorio Bodini, lo scultore Henry Moore. Inizia anche il febbrile interessamento di Bene per la storia medicea e in particolare per Lorenzino de' Medici, detto Lorenzaccio, la "sfinge medicea", che lo farà "impazzire" per un decennio. Nel 1975 Carmelo Bene partecipa come attore nel film di Glauber Rocha Claro. In questo stesso anno, durante la recita dell'Amleto al Manzoni di Milano, venne a sapere della morte del suo amico Pier Paolo Pasolini.
La stagione teatrale continua nel 1976 al Teatro Metastasio di Prato con Faust-Marlowe-Burlesque e Romeo e Giulietta da W. Shakespeare. Tra la fine degli anni settanta e l'inizio degli anni ottanta Bene conoscerà grandi successi. Nel 1977 viene messo in onda il Riccardo III televisivo. Alla prima al Teatro Manzoni il suo S.A.D.E. viene fatto sospendere dal questore di Milano per oscenità, provvedimento motivato apparentemente dalla presenza di nudi femminili sul palcoscenico. In questo stesso anno Bene ottiene un successo strepitoso in Francia, portando a Parigi (Opèra-Comique, Festival d'Automne) i suoi spettacoli teatrali (undici repliche di S.A.D.E., sei di Romeo e Giulietta) e dove conoscerà Jean-Paul Manganaro e altri intellettuali francesi con cui intesserà rapporti duraturi e molto proficui. Nella capitale francese frequenta Gilles Deleuze, Pierre Klossowski, Michel Foucault, conosce Jacques Lacan e altri.
Il 1979 segna l'inizio del suo periodo cosiddetto concertistico e della macchina attoriale, culminando nell'esibizione alla Scala di Milano con un memorabile Manfred in forma di concerto accompagnato dalle musiche di Robert Schumann. Di questo anno è un Otello televisivo, realizzato a Torino insieme a Cosimo Cinieri, ma il restauro e il montaggio vennero iniziati soltanto nel 2001, sotto la vigile direzione di Bene. Il 1980 vede la V edizione dello Spettacolo-concerto Majakovskij al Teatro Morlacchi di Perugia e l'Hyperion. In questo suo periodo di "approfondimento musicale", conosce e stringe amicizia con il tenore Giuseppe Di Stefano, il quale amava appellarsi il "Carmelo Bene della musica", definito da questi a sua volta, in sintonia con Toscanini, "la più bella voce mai sentita".
Nel 1981, con la Lectura Dantis dalla Torre degli Asinelli di Bologna, porta la lettura della Divina Commedia davanti ad un pubblico di oltre centomila persone, in occasione del primo anniversario della strage della stazione. Terza edizione del Pinocchio al Teatro Verdi di Pisa. Nell'estate del 1982 a Forte dei Marmi scrive Sono apparso alla Madonna, titolo che gli viene suggerito dall'inconsapevole Ruggero Orlando, noto giornalista televisivo, corrispondente della RAI da New York. Per quanto provato da vari malanni fisici e dagli abusi prosegue, anche se in modo discontinuo, a calcare le scene teatrali. Nel 1983 si svolge la rappresentazione del Macbeth al Teatro Lirico di Milano, L'Egmont in Piazza Campidoglio a Roma; l'Adelchi nel 1984 al Teatro Lirico di Milano; la seconda edizione di Otello nel 1985 al Teatro Verdi di Pisa; Lorenzaccio nel 1986 al Ridotto del Teatro Comunale di Firenze. Il 12 settembre 1987 Carmelo Bene è a Recanati per recitare i Canti di Leopardi e il 10 novembre dello stesso anno al Teatro Piccinini di Bari con Hommelette for Hamlet.
Nel 1988 Carmelo Bene viene nominato clamorosamente direttore artistico della sezione teatro della Biennale di Venezia, suscitando non poche polemiche. La vicenda finì poi per degenerare in querele e contro-querele, ricorsi, per un'intricata faccenda di competenze e responsabilità, e addirittura di appropriazione indebita di opere d'arte. Il 12 gennaio 1989 vede la seconda edizione della Cena delle beffe, in collaborazione con David Zed, al Teatro Carcano di Milano (con la partecipazione dell'attrice Raffaella Baracchi, che sposerà nel 1992) e il 26 luglio dello stesso anno il Pentesilea al Castello Sforzesco che l'anno dopo, il 19 maggio, verrà ripreso a Roma, al Teatro Olimpico. Nonostante gli acciacchi e i diversi interventi chirurgici subiti, e che subirà ancor più in seguito, non tradirà la sua fama di enfant terrible. Memorabili furono le sue apparizioni televisive a Mixer Cultura (1988) e al Maurizio Costanzo Show (1994 e 1995).
Alla fine del dicembre del 1990 Carmelo Bene è a Mosca per insistenza e intraprendenza di un suo grande ammiratore, Valerj Shadrin, realizzando un successo strepitoso. Al suo seguito troviamo, tra gli altri, Camille Dumoulié, Jean-Paul Manganaro, Gian Ruggero Manzoni ed Edoardo Fadini. Questa sua collaborazione e "ricerca teatrale" in terra russa durerà circa tre anni, suscitando, a dire di Bene, non pochi clamori e ostilità nell'ambito dell'E.T.I. Nel febbraio del 1992 Carmelo Bene spende 200 milioni di lire per far pubblicare e reiterare delle inserzioni pubblicitarie o propagandistiche sul "Messaggero" e la "Repubblica" che in definitiva si dimostreranno essere tout court potenti armi scagliate soprattutto contro il "Ministero dello spettacolo" e il Teatro Stabile. Questo evento clamoroso fu infatti avvertito come una calunnia e un danno da parte degli interessati addetti ai lavori, tanto che seguiranno poi querele, con richiesta di risarcimento di due miliardi di lire, da parte del Teatro di Roma, rivolte contro i quotidiani anzidetti e contro lo stesso Bene. Ecco l'incipit di uno stralcio estratto da quelle fatidiche inserzioni.
Nel 1992 Bene sposa Raffaella Baracchi, incinta di sei mesi. Dopo due mesi la Baracchi lo denuncia per botte a mezzo di sedia. La bambina che porta in grembo, fortunatamente, non patisce conseguenze. In caserma, Bene insulta i carabinieri (che lo denunciano), controquerela la moglie per “truffa, estorsione, tentato omicidio e omissione di soccorso”; infine controquerela anche l’Arma dei Carabinieri. Nel 1994 vediamo Bene con l'Hamlet Suite al 46º Festival shakespeariano al Teatro Romano di Verona. Nel 2000 con la pubblicazione del poema 'l mal de' fiori viene acclamato "poeta dell'impossibile" dalla Fondazione Schlesinger, istituita da Eugenio Montale, la cui presidenza onoraria era tenuta allora da Rita Levi-Montalcini.

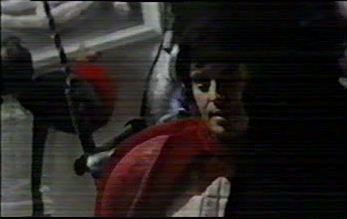
Carmelo Bene in una scena del film Un Amleto di meno

Il 6 ottobre 2000 Carmelo Bene affida, tramite pubblico testamento, i diritti delle sue opere alla fondazione l'Immemoriale di Carmelo Bene. Il 16 marzo del 2002 Carmelo Bene muore a Roma. Giancarlo Dotto, per molti anni assistente alla regia di Carmelo Bene, così lo ricorda.
Per espressa sua volontà il suo corpo fu cremato e il suo funerale non reso pubblico. La lapide riporta solo il suo nome e cognome e le date di nascita e di morte. Anche dopo la morte, Bene non cessa di alimentare polemiche e contrasti. Raccontano alcuni testimoni, tra cui Roberto D'Agostino, che proprio durante la veglia funebre ci fu un alterco verbale, che stava per degenerare in una violenta rissa, tra Luisa Viglietti (compagna di Bene negli ultimi suoi nove anni) e la Baracchi, la quale si era presentata con la figlia Salomè insieme al suo legale.
Come se non bastasse, alla successiva tumulazione ufficiale delle ceneri nel cimitero di Otranto è seguita una serie di contrasti sulla loro definitiva e giusta sistemazione, che vedono come protagonisti contrapposti la moglie Raffaella Baracchi e la sorella Maria Luisa insieme a Luisa Viglietti, entrambe assenti al funerale ufficiale, data la loro esplicita disapprovazione. La sorella in particolare lo ha commemorato (senza la presenza dell'urna) nel camposanto di Vitigliano (Santa Cesarea Terme), laddove riposano le ceneri della madre Amelia. Ad oggi la fondazione L'Immemoriale di Carmelo Bene risulta impedita nel dare avvio alle attività prefissate, stagnazione dovuta più che altro alla battaglia legale non ancora conclusa fra le parti in causa: Raffaella Baracchi, Luisa Viglietti e Maria Luisa Bene.
Il 13 gennaio 2009 Maria Luisa Bene, sorella di Carmelo, annuncia ai media di non credere alla morte per cause naturali del fratello. "Io, Maria Luisa Bene - dice la donna - avendo piena consapevolezza delle mie condizioni di salute, rendo noto di non intendere lasciare questa terra senza che il mondo sappia che mio fratello, Carmelo Bene, nominato 'chevalier des lettres et des arts' dal governo Mitterrand, è morto per mano altrui". Per un motivo o per l'altro, non ultima l'evidenza della malattia, l'ipotesi dell'omicidio è stata accolta dal generale scetticismo di collaboratori e persone vicine all'attore.

## Opera
La sua discussa e controversa figura, spesso oggetto di clamorose polemiche, ha diviso critica e pubblico fin dagli esordi: considerato da alcuni un affabulante ingannatore e un presuntuoso "massacratore" di testi, per altri Bene è stato uno dei più grandi attori del Novecento. Dalle dichiarazioni di Bene risulta evidente il suo disprezzo per certa critica teatrale, da lui ritenuta "piena di parvenus". Tra i primi a rendergli omaggio si ricordano alcuni tra i più illustri esponenti del mondo intellettuale dell'epoca, come, ad esempio, Eugenio Montale, Alberto Moravia, Ennio Flaiano e Pier Paolo Pasolini. Bene ebbe poi modo di collaborare, tra gli altri, con Pierre Klossowski e Gilles Deleuze, i quali scrissero alcuni saggi sul modo di fare teatro dell'artista italiano. La lotta di Bene si rivolge contro il naturalismo e la drammaturgia borghese, contro le classiche visioni del teatro. Rivendica l'arte attoriale innalzando l'attore da mera maestranza (così definita da Silvio D'Amico) ad artista-personificazione assoluta del complesso teatrale. Il testo, poiché nato dalla penna di uno scrittore spesso avulso dal problema del linguaggio scenico, non può essere interpretato: esso deve necessariamente essere ricreato dall'attore.
Carmelo Bene è contro il teatro di testo, per un teatro da lui definito "scrittura di scena", un teatro del dire e non del detto. Fare "teatro del già detto" sarebbe un ripetere a memoria le parole di altri senza creatività, quello che Artaud definiva un "teatro di invertiti, droghieri, imbecilli, finocchi: in una parola di Occidentali". È l'attore, con la scrittura di scena, a fare teatro hic et nunc. Il testo viene considerato come "spazzatura", perché lo spettacolo va visto nella sua totalità. Il testo ha il medesimo valore di altri elementi come le luci, le musiche, le quinte. Il teatro di testo, di immedesimazione, viene definito da Bene come un teatro cabarettistico. Gli attori che si calano in dei ruoli, che interpretano, sono per lui degli intrattenitori, degli imbonitori, dei "trovarobe". Nel suo teatro, l'attore è l'Artefice. Il testo non viene più messo in risalto come nel teatro di testo, viene anzi martoriato, continuando un discorso iniziato da Artaud, che già aveva iniziato la distruzione del linguaggio, ma che per Bene fallì sulle scene, perché cadde nella interpretazione.
Bene distrugge l'Io sulla scena, l'immedesimazione in un ruolo, a favore di un teatro del soggetto-attore. Bene è stato definito Attore Artifex, cioè attore artefice di tutto, e lui stesso preferiva definirsi, con un neologismo, una "macchina attoriale": autore, regista, attore, scenografo, costumista. Buona parte delle opere letterarie di Carmelo Bene le possiamo trovare raccolte in un volume unico, dal titolo Opere, con l'Autografia di un ritratto, nella collana dei Classici Bompiani. Inoltre La Fondazione Immemoriale di Carmelo Bene si preoccupa della "conservazione, divulgazione e promozione nazionale ed estera dell'opera totale di Carmelo Bene, concertistica, cinematografica, televisiva, teatrale, letteraria, poetica, teorica, ..."

### Influenze sull'opera beniana
Sarebbe fuorviante parlare di "influenza" tout court sull'opera beniana, considerata l'impossibilità di trovare raffronti e/o filiazioni storico-geografiche, e come scrive Piergiorgio Giacchè, "chi conosce Bene e il suo teatro, sa che la sua singolarità è assoluta". Bisogna considerare inoltre il fatto che già dagli esordi Bene si è dichiarato una volta per tutte "allievo di sé stesso".
Stabilita questa unicità e dando al termine "influenza" un valore puramente indicativo e convenzionale, possiamo allora dire che tra le non poche "influenze", più o meno decisive, riscontrabili nella sua opera, si possono citare: Dante Alighieri, Giacomo Leopardi, Marchese de Sade, Gabriele D'Annunzio, Dino Campana, Tommaso Landolfi, Antonio Pizzuto, Elsa Morante, Emilio Villa, Oscar Wilde, James Joyce, Thomas Eliot, Yukio Mishima, Ezra Pound, Franz Kafka, Vladimir Majakovskij, Sergej Aleksandrovič Esenin, Aleksandr Aleksandrovič Blok, Boris Pasternak, Max Stirner, Charles Baudelaire, William Shakespeare, Christopher Marlowe, John Donne, Jules Laforgue, Edgar Allan Poe, San Juan de la Cruz, Pier Paolo Pasolini, Buster Keaton, Totò, Jean Genet, João César Monteiro, Ettore Petrolini, Peppino De Filippo, Eduardo De Filippo, Antonin Artaud, Living Theatre, Bertolt Brecht (con qualche riserva), Samuel Beckett, Friedrich Nietzsche, Emil Cioran, Jacques Lacan, Michel Foucault, Gilles Deleuze, Sigmund Freud, Jacques Derrida, Thomas Hobbes, Ferdinand de Saussure, Pierre Klossowski, Leopold von Sacher-Masoch, Salvador Dalí, Francis Bacon, Giorgio De Chirico, Giuseppe Verdi, Gioachino Rossini, Wolfgang Amadeus Mozart, Ludwig van Beethoven, Maria Callas, Beniamino Gigli, Arthur Schopenhauer, Filippo Tommaso Marinetti, Giorgio Manganelli, Carlo Collodi, Edmondo de Amicis, Friedrich Hölderlin, Giorgio Colli, Alessandro Manzoni, Albert Camus, Robert Louis Stevenson, Alfred Jarry, Antoine François Prévost, Matthew Gregory Lewis, Miguel de Cervantes, Alfred de Musset, Benedetto Varchi, Heinrich von Kleist, Eugenio Montale, Alberto Moravia e tanti altri.
Fuori dal campo dell'arte e della filosofia, hanno contribuito alla sua formazione (oltre alla famiglia e all'ambiente nativo salentino naturalmente), le influenze sospese tra una probabile storia e l'immaginario come San Giuseppe da Copertino, Lorenzaccio, la non-storia dei Santi. Decisive furono inoltre le esperienze delle migliaia di messe servite, dove l'infante Carmelo incominciò quasi inconsapevole ad avere a che fare con "il teatro come incomprensibilità e come incomprensione tra officianti e spettatori". Altra esperienza indimenticabile fu il mesetto, poi ridotto a due settimane, di permanenza in manicomio dove incominciò a rendersi conto del "linguaggio istituzionale normale" e quello "'scombinato o impeccabile" dei pazzi, delle vere "macchine demolitrici".

## IlGrande Teatrooteatro senza spettacolo
Il linguaggio e la terminologia usati per spiegare il suo modo di concepire e "dis-fare" il teatro sono unici e inequivocabili, mai tentati prima, perciò Carmelo Bene si sente sempre necessitato a precisare, dicendo che, è:
In questo Grande Teatro agisce, o meglio, viene agito il non-attore o la macchina attoriale (conseguenza del grande attore), non vi è rappresentazione e rappresentanza, divisione dei ruoli, messaggio più o meno sociale, psicodrammaticità. In questa utopia o "non-luogo", viene a imporsi l'osceno (fuori scena e fuori di sé) e l'assenza, il porno (l'aldilà del desiderio): tutti "concetti" di cui Bene ha dimostrato la sussistenza sperimentandoli in prima persona. Per questo sentiamo Bene sempre parlare di dis-fare e non di fare (teatro o altro), di di-scrivere e non di scrivere o descrivere, di non-attore e non di attore, di non-luogo, di assenza e non di presenza, di irrappresentabile e non di rappresentabile o rappresentazione, di porno e non di eros, di assenza di ruoli, di togliere di scena e non di mettere in scena, di essere agiti e non di agire, di esser detti e non di dire, ecc. La maggior parte degli studiosi concordano sul fatto che questa revisione totale del teatro (riferita al suo linguaggio, al modo, alla forma e alla sua stessa essenza), consente a Bene di essere annoverato fra gli "attori" di genio e non di talento. 	 

### La macchina attoriale
La macchina attoriale (o C.B.) è la conseguenza del grande attore che si è svestito delle umane capacità espressive corporee (vocalità, espressione del viso, gestualità, ecc.), per indossare una veste amplificata sia sonora che visiva, comunque sempre vincolata e soggiacente alla phoné. Prima di tutto è importante l'amplificazione della voce, che permette all'attore di ricondurre l'emissione sonora al proprio interno. La voce della cosiddetta macchina attoriale non è una mera e semplice amplificazione ma è un'estensione del ventaglio timbrico e tonale, che, in questo caso, diventa un sistema unico e inscindibile, che ingloba corde vocali, cavità orale, contrazioni diaframmatiche, equalizzazione, amplificazione, ecc. La macchina attoriale è una fusione tra macchina e attore; l'amplificazione non è dunque una mera protesi ma un'estensione organica ulteriore dove la voce ormai non è più caratterizzata dalla sua fisicità, ma prevalentemente, diciamo così, dal meccanismo sonoro. Così come non si possiede un corpo ma si è il corpo, allo stesso modo si è o si diventa amplificazione, equalizzazione, ecc.	 		 
Bene facendo un esempio dice che:	 
E inoltre aggiunge che la macchina attoriale è:	 
Nel seminario del 1984 Carmelo Bene spiega molto chiaramente il perché di una "lettura come non ricordo": il grande attore o la macchina attoriale è obbligata a stornare l'attenzione dal ricordo onde controllare quella che in musica viene detta fascia (che comprende timbri e toni), laddove è racchiuso tutto il "delirio [della voce], della concentrazione", dal cui limite non si può uscire. "Questa è la ragione fondamentale perché", nonostante C.B. conosca "a memoria Leopardi come pochi", è costretto a leggere onde "controllare questa fascia e al tempo stesso verificare "l'idiosincrasia" tra quanto si sta leggendo e quanto sta divenendo di lui. Stornare completamente l'attenzione dalla "cadaverina mnemonica" è condicio sine qua non per far funzionare la macchina attoriale, dato che vi è una notevole mole di lavoro e concentrazione da dedicare altrove.	 
Per quanto riguarda la parte visiva della macchina attoriale, Carmelo Bene ricorda che, non solo l'orecchio, ma anche.	 

### Scrittura di scena, testo a monte e teatro di regia
La scrittura di scena, come il grande attore, precede l'ulteriore sviluppo rappresentato dalla macchina attoriale C.B.	 
Precisando poi che l'importanza del testo nella scrittura di scena è del tutto uguale a qualsiasi altro oggetto che si trova sulla scena, che sia più o meno significativo poco importa, come per esempio il parco lampade, un tavolo, un pezzo di stoffa, ecc.
Il testo a monte, invece, non è nient'altro che il testo originale, riproposto così in maniera più o meno fedele. Il teatro di regia rappresenta dunque un progetto, una direzione, contrariamente al campo minato e allo sprogettare della scrittura di scena.

### La phoné
Il fatto paradossale è che il suo teatro così incomprensibile abbia avuto infine, in modo prodigioso, un successo di vasta portata popolare. Questo equivoco lo spiega lo stesso Bene, dicendo che il linguaggio del Grande Teatro, incomprensibile per definizione, è comprensibile tout court su un piano d'ascolto diverso, essendo tutto affidato ai significanti e non al senso o al significato. Quindi, come succede per la musica, il Grande Teatro è fruibile, comprensibile anche da persone che parlano lingue diverse, come per esempio eschimesi, o cinesi, poiché la babele linguistica viene risolta tutta nella phoné, e non nel senso. La phoné viene espressamente definita da Bene come rumore, che comprende anche la musica e il dire.
La phoné è pur sempre un mezzo e non un fine, e a questo proposito Carmelo Bene fa una precisazione essenziale:	 

### Atto e azione, kronos e aion
L'altro pilastro su cui si basa il tipico modo di dis-fare il teatro di Bene è quello dell'impossibilità di una qualunque azione di realizzare appieno uno scopo, se non si smarrisce nell'atto. L'atto è ciò che tenta di negare, di ostacolare, ovvero sgambetta l'azione, restando orfana del suo artefice. Anche in questo caso abbiamo a che fare con significanti e non con significati. Perciò Carmelo Bene scaglia anatemi ed improperi contro il teatro dell'azione o del moto a luogo, che viene a svolgersi nel tempo Kronos, contro gli «spazzini del proscenio» (così definisce gli attori) del teatro di regia a cui contrappone quello della scrittura di scena (e in seguito quello della macchina attoriale) che accade nel tempo Aion. Sulla dicotomia Kronos/Aion è forte l'influenza di Gilles Deleuze che in Logica del senso (1969) ne sviluppò la teorizzazione a partire dal pensiero degli Stoici.

### L'osceno, il porno, l'eros
Carmelo Bene dice che:
"...osceno vuol dire appunto, fuori dalla scena, cioè visibilmente invisibile di sé"
Mentre cercando di definire la differenza tra eros e porno afferma che.	 
Inoltre, Carmelo Bene definisce il porno come l'eccesso del desiderio, e più precisamente l'annullamento del soggetto nell'oggetto, quindi senza più la possibilità di un io desiderante. Nel porno c'è incantamento, smarrimento, dissolvimento, assenza; nell'Eros (l'amor facchino), c'è desiderio, e la conseguente ricerca febbrile del suo sempre frustrato e reiterato appagamento. Ancora Bene dà qualche ulteriore definizione dicendo che.	 
Il teatro di Carmelo Bene è specificamente nel porno e nell'osceno, non vi è possibilità di comprensione, poiché si è compresi, come del resto non ci può essere rappresentazione, poiché essa appartiene al teatro di regia, e non alla scrittura di scena. In questo caso la perdita del senso (non essendoci né rappresentazione né comprensione) è il presupposto fondamentale dell'osceno e dell'assenza. Si è nel porno, da non confondersi con la pornografia nel senso usuale del termine. L'osceno, o meglio l'o-sceno, è l'altrove, non essere dove si è, un superamento spazio-temporale, il non essere in scena; e Bene dice paradossalmente, appunto, di togliere e togliersi di scena, smarrire così anche e soprattutto l'identità, lo scopo per cui si è agiti, il senso e la direzione. Smarrirsi per non più ritrovarsi. C'è tutta questa passiva attività, questo scacco all'arroganza dell'io e del suo teatrino occidentale.

### Sospensione del tragico
Carmelo Bene ne parla in questi termini.	 
Il teatro della rappresentazione cerca di rendere la tragedia attendibile, credibile, con mezzi modi e maniere; mentre per Bene si tratta di minarne il suo senso dalle fondamenta. Sono fondamentali perciò tutta una serie di handicap appositamente creati sulla scena che consentono di trasgredire quanto prescritto e consolidato dalla tradizione. Ecco allora, per esempio, Riccardo III deformarsi con protesi, che scivola malamente, imprevedibilmente; Amleto che rifugge completamente (sebbene ne sia invischiato fino al collo) dal suo ruolo tragico con diversi e astuti sotterfugi. Anche sul piano dei monologhi e dialoghi monologati c'è questo sgambettarsi, questo cortocircuitarsi del linguaggio, tale da rendere inattendibile l'evento. La tragedia viene ecceduta dal comico, o diversamente detto: esiste una continuità tra il tragico e il comico e non un'effettiva apparente dissonanza; più che due facce della stessa medaglia, si tratta di una gradazione di infiniti doppi. Non c'è un margine che possa arginare il comico dal tragico o viceversa: si è in balia della trasgressione. Perciò, nel teatro di Carmelo Bene, il soggetto soltanto può essere assoggettato a questa variabilità, perturbabilità fondante e non l'Io che è rappresentativo, svolgendo un ruolo istituzionale e di controllo, anche quando sembra voglia trasgredire.

### Il comico
Carmelo Bene descrive il comico, o meglio, il così da lui definito ipercomico, come "quanto di più asociale e libertino si possa concepire, se mai fosse concepibile", affermando che...	 
Perciò Bene considera gli attori come Benigni, Dario Fo, Charlie Chaplin, lo stesso Totò e persino il tanto da lui apprezzato Peppino De Filippo, ben lontani dalla gelida lama e dal freddo cadaverico del comico, poiché essi sono, chi in un modo chi in un altro, invischiati nella socialità, nell'intrattenimento, nell'attendibilità. Sono dei buffi, delle macchiette, contrariamente a quanto avviene per esempio nella sprezzante ironia di un Ettore Petrolini. Il comico, secondo Bene, permane nel porno ed è in definitiva nient'altro che la spalla o stampella del tragico.

### Il femminile e l'avvento della donna a teatro
In età elisabettiana i ruoli femminili venivano recitati da maschi, e Carmelo Bene depreca l'abbandono di questa consuetudine, a favore dell'avvento, fatale, della donna sulla scena; e qui ora uomini e donne sono relegati ai loro ruoli specifici, smarrendo entrambi il femminile. Non si è più nel porno; resta il rapporto duale maschio-femmina, la caratterizzazione del loro genere e sessualità. Non c'è più il gioco, la trasgressione. E così si fa sul serio o si scherza, ma non si gioca più (in inglese recitare si dice to play e in francese jouer). Carmelo Bene inoltre considera la donna poco o nulla femminile, e si vede così costretto ad accollarsi il femminile che alla donna manca.
Spesso Carmelo Bene è stato accusato dalle femministe di maltrattare le donne a teatro, alle quali ribatte fornendo l'esempio dell'Otello che è il suo più grande omaggio fatto alla donna, in quanto assente.

### Il degenere
Il degenere ("destabilizzazione di ogni genere") nel teatro beniano sta a significare, oltre all'impossibilità di un'identificazione precisa ed univoca del genere teatrale (farsa, commedia, tragedia, ecc.), anche la mancata o impossibile identificazione dell'attore o dell'artefice intercalato nei ruoli che gli dovrebbero competere, e ciò implica una completa revisione e trasgressione del testo a monte, attuate nella scrittura di scena. In senso lato, il degenere è tutto ciò che contraddice e non rispetta i luoghi comuni del teatro convenzionale, e in questo caso le acquisizioni accademiche essenziali del bagaglio di formazione attoriale, possono servire, se minate e disattese, alla macchina attoriale, per crearsi handicap irrinunciabili.

### Oltre i modi
Gilles Deleuze definisce Carmelo Bene come colui che ha vinto la sfida del modale, e quindi il suo teatro viene di conseguenza ad essere considerato, e ormai accettato dagli studiosi più seri e preparati, non un modo di fare teatro, ma un superamento dei modi. I suoi presupposti si possono rintracciare nel suo decennale lavoro ossessivo-maniacale di attivo destrutturatore dei linguaggio teatrale, cinematografico, prosodico, ecc. È lo stesso Bene a fornire questo bilancio:	 
- squartamento del linguaggio e del senso nella discrittura scenica…
- disarticolazione del discorso succube del significante
- togliere di scena (contro la confezione cultuale della “messa in…”)
- demolizione della finzione scenica…
- sartoria e scenotecnica-linguaggio
- rinnovamento radicale del poema sinfonico (s)drammatizzato
- la lettura attoriale come non ricordo del morto orale pre-scritto.
- superamento d'Artaud e della “lingua degli angeli” mistico-espressionista (Blumner)
- la sospensione del tragico
- il cinema come immagine acustica…
- neotecnica televisiva, discografica e radiofonia/determinante premessa alla strumentazione fonica amplificata
- campionatura dei suoni e ri-conversione della voce
- l'amplificazione a teatro (finalmente)
- la macchina attoriale (tritalinguaggio-rappresentazione-soggetto-oggetto-Storia)[81]

### Il depensamento e il problema del linguaggio
Il depensamento è, semplificando, l'opposto del pensare, non riconoscer-si (simile al neti neti dello yoga) né a questo né a quello. Il depensamento può essere considerato come forma di meditazione oppure come un lavorio interno, che conduce ad una non scelta tra gli infiniti doppi. Questo prodursi può paragonarsi al flusso di coscienza (stream of consciousness). Il depensamento comunque non appartiene categoricamente a un metodo colto e aristocratico di sperimentazione e conoscenza, ma fa parte anche e soprattutto della tipica indolenza del Sud, della classe per così dire ignorante, dei santi come San Giuseppe da Copertino, verso il quale Carmelo Bene nutre un'empatia e una profonda attrazione.			 
Qui subentra ovviamente anche il discorso dell'interferenza del potere del linguaggio e del linguaggio del potere costituito a cui si è assoggettati. Così come non si è nati per propria volontà, similmente si è succubi del linguaggio che dispone di noi, e di cui non ne disponiamo attivamente; infatti Carmelo Bene dice, facendo proprio quanto già ribadito da Lacan: "quando crediamo di essere noi a dire, siamo detti". Contrariamente alla grammatica della lingua, nel linguaggio il soggetto è colui che subisce, che è assoggettato. 	 
Il linguaggio così istituito e sedimentato, come un coacervo tirannico di luoghi comuni, è visto come una costante ed implicita minaccia che va debellata a tutti i costi. Per tutta la sua vita, il lavorio di Carmelo Bene è stato quello di dedicarsi a una pratica certosina di destrutturazione del linguaggio, alla ricerca dei suoi buchi neri, scardinando così la sua istituzionalizzazione e normalizzazione. Per quanto riguarda il lato artistico, lo scopo di tutto ciò è dare adito alla possibilità della realizzazione del Grande Teatro, o, in altri termini, del teatro senza spettacolo. Ciò rende chiara l'idea di come il depensamento e il lavorio intentato per la destrutturazione del linguaggio vadano di pari passo. Carmelo Bene non s'illude e, come per il linguaggio costituito a priori, al di là della volontà del soggetto, si rende perfettamente conto che non si può evitare l'arroganza del potere del teatro, istituzionalizzato, il cui referente è sempre il teatro del potere, quello da lui definito di Stato, della rappresentazione. Nella memorabile trasmissione del MCS del 1994 Bene con veemenza proferisce parole significative riguardo al linguaggio e al suo potere che va ben al di là del soggetto e della volontà.

### Il senso; significante e significato
Anche le parti dialogate nel teatro di Carmelo Bene si svolgono in forma di monologo, con la conseguente perdita del senso del dialogo o del discorso. Si perde altresì il senso della direzione. Spesso notiamo nelle performance di C.B., per esempio, che un urlo lanciato con veemenza invece di spaventare si autospaventa, come se trovasse di fronte un muro di gomma che lo restituisse al mittente; uno dei tanti altri esempi può essere quando Riccardo III si sputa allo specchio dove si sta mirando, pensando o facendo credere di essere sputato. C'è in più questa perdita del senso di identità, senso di causa ed effetto, di agente e agito, fino a sfociare alla perdita dell'identità del ruolo, come in Amleto che non gradisce proprio la sua parte così come scritta nel copione. In una scena del Macbeth, C.B. lancia un urlo e poi dice quasi rassicurato: "No, chi di voi ha fatto questo?... Posso dire sono stato io?..." Nel teatro di C.B. è del tutto inutile e poco proficuo cercare il senso, la direzione, il significato o ancor peggio il messaggio, poiché si è sempre in balia dei significanti.

### Essere e non-essere
Bene avverte nella coscienza dell'essere e dell'esserci una forma di strabismo che ci identifica in ciò che in effetti non siamo e non possiamo mai essere. Essere cosa? se tutto è in divenire? Carmelo Bene ripropone i tre assiomi di Gorgia:
- Nulla esiste
- E ammesso che qualcosa esista, non potremo mai conoscerlo
- E pur ammettendo che fossimo in grado di conoscerlo, non avremmo alcuna possibilità di poterlo comunicare.

In questi tre paradossi gorgiani è facile rintracciare i concetti di assenza, irrappresentabile, incomunicabilità, che caratterizzano il teatro e la pragmatica filosofia di Bene.	 
Il motto di Bene a tale proposito potrebbe essere, parafrasando la massima cartesiana, "non esisto: dunque sono". Oltre che sui giornali, riviste e opere letterarie, non è affatto raro che anche nelle sue apparizioni televisive l'artista salentino affronti il problema dell'essere, dell'esserci e del non-essere, trovando addirittura offensivo (più che fastidioso) questo rivolgersi a lui in modo ontologico.

### La coscienza, la cultura
La "coscienza" [non la coscienza in sé o il noumeno kantiano], o "conoscenza", è ciò che si è sedimentato culturalmente e socialmente, che Bene aggredisce senza ripensamenti, specialmente se la "coscienza"' stessa diventa o si identifica nel civile. I suoi strali sono lanciati con rabbia anche contro la cultura (che per definizione è di Stato), il museo o il mausoleo, l'imbellettamento dei classici, le commemorazioni, la famiglia, ecc. L'elenco completo del resto sarebbe troppo esteso. Bene nella sua lettura derridiana, fa derivare etimologicamente "cultura" (nemica giurata dell'abbandono e della "divina stupidità") da colo, colonizzare.

### L'immagine
Il rapporto che Carmelo Bene ha con l'immagine non è espressamente di iconoclastia, sebbene a volte possa sembrare il contrario. Anzi, Bene afferma che l'immagine è volgare.			 
Questa destrutturazione, più che distruzione, dell'immagine gli serve per portare l'ascolto su un diverso piano, talché anche l'immagine diventi funzionale e, comunque, sempre subordinata alla phoné, accentuandone o caratterizzandone l'espressione, valorizzandola allo stesso modo della gestualità di un direttore d'orchestra. Carmelo Bene "crede molto nei volti", e nelle posture, più o meno cangianti, tanto che lo sfondo delle sue messe in scena è sovente, e quasi del tutto, monocolore, preferibilmente nero o a volte bianco. Lo spazio scenico, o dell'inquadratura, specialmente per quanto riguarda i volti in primo o primissimo piano e le figure, spesso è illuminato con un forte chiaroscuro.

## Laparentesi cinematografica

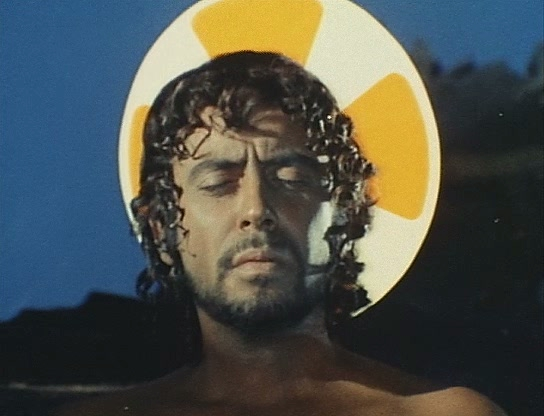
Carmelo Bene in Salomè

Seppur limitato ad un breve periodo temporale, l’approccio al cinema di Carmelo Bene riesce a farsi partecipe della sua poetica e del suo pensiero, che, nel corso dei decenni, ha abbracciato poliedricamente gran parte delle arti e dei mezzi di comunicazione; oltre al teatro e al cinema, la sua produzione scritta è vastissima, come anche le sue apparizioni televisive sono entrate a far parte della storia della retorica italiana. Iconoclasta, provocatore, sperimentatore, Bene è tra le figure del Novecento più discusse e studiate in Italia, avendo avuto la forza e l’ego di approcciarsi in maniera tanto ardita alle arti, e, per poco ma non in maniera minore, al cinema.
La prima apparizione sul set cinematografico di Carmelo Bene come attore è nell'Edipo re di Pier Paolo Pasolini risalente al 1967. La parentesi cosiddetta cinematografica va dal 1967 al 1972 e sarà quella che gli darà notorietà e risonanza internazionale, e in Italia non senza scandali e attacchi feroci, non solo dalla critica dei detrattori ma anche dagli spettatori comuni, che causarono devastazioni selvagge e incendi nelle sale in cui avvenivano le proiezioni. Hermitage è il suo primo cortometraggio. Viene creata così la produzione C.B. che alla fine del quinquennio cinematografico subirà un rovinoso tracollo finanziario.
Il successo inizia con Nostra Signora dei Turchi, presentato alla Mostra Internazionale del Cinema di Venezia, dove vinse il premio speciale della giuria, in concorso con i film presentati di Nelo Risi, Liliana Cavani e Bernardo Bertolucci. Seguiranno poi altri lungometraggi: Capricci (1969), rielaborazione personale dell'Arden of Feversham di anonimo elisabettiano, Don Giovanni (1971), Salomè (1972) e Un Amleto di meno (1973) con il quale termina l'interesse di Bene per il cinema. Tutte le produzioni della C.B. e della B.B.B. sono realizzate a bassissimo costo.			 
Le sue preferenze fin dagli esordi per Buster Keaton, e il totale disinteresse, se non disprezzo, per Charlie Chaplin, sono significativi per capire la matrice da cui evolverà il suo personale stile e il suo modo (oltre i modi) di fare cinema. Questo quinquennio gli è servito per demolire il cinema, infatti Nostra Signora dei Turchi viene oltretutto definito dallo stesso Bene una parodia spietata e feroce del cinema. E lo stesso immoderato trattamento è ravvisabile in altre produzioni di questo periodo.	 		

### Considerazioni sul mezzo cinematografico

Carmelo Bene in Nostra Signora dei Turchi

Secondo Carmelo Bene il cinema, ultimo arrivato, è la pattumiera di tutte le arti (tranne i rari casi in cui il film filma se stesso). Apprezza così João César Monteiro, oltre a Buster Keaton e pochi altri, coloro cioè che hanno superato il cinema stesso, "poiché non si può fare cinema col cinema, poesia con la poesia, pittura con la pittura, bisogna sempre fare altro...". Ritroviamo nel cinema, comunque, lo stesso furore iconoclasta e le posizioni estreme che caratterizzano la sua produzione teatrale.
Per Carmelo Bene l'opera d'arte (il capolavoro) deve rappresentare l'arte ecceduta e non un semplice decorativismo o confezione infiocchettata, ovvero l'arte come superamento di se stessa; in altri termini, riprendendo quando già detto da Nietzsche, fuori dell'opera d'arte "si è dei capolavori". Bene era solito affermare che nei cosiddetti film d'azione non si "muove un bel niente", contrariamente a certi capolavori come le tele di Francis Bacon o alcune opere del Bernini (come la Beata Ludovica Albertoni) che possiedono una forma di "energia dinamica sospesa".
Carmelo Bene detesta gli effetti speciali: per esempio, trova il rallentatore e lo zoom oltremodo volgari. Se un torero d'arte, come tenta di definirsi lui stesso, "mette in gioco la pelle", "il cinema invece non rischia la pellicola", non si mette in gioco, non sente il bisogno contingente di "essere di qua e di là dalla macchina da presa", di essere nell'immediato. In Nostra Signora dei Turchi proprio la pellicola fu variamente calpestata, bruciacchiata, rovinata in modo metodico. Bene ricordando quell'esperienza dice:

## Interventi televisivi
Durante gli ultimi anni della sua vita, Bene prese parte a numerosi programmi televisivi, che lo resero noto anche al pubblico generalista che non conosceva la sua produzione teatrale e cinematografica. Tra queste le più note sono quelle al Maurizio Costanzo Show nel 1994 e 1995, quest'ultima motivata dalla pubblicazione delle sue opere nella collana Classici Bompiani. A tal proposito partecipò, sempre nel 1995, a una puntata di Tappeto Volante, durante la quale, in linea con il suo tipico modo di fare, si prese gioco del giornalista Roberto Cotroneo, per aver scritto un articolo in cui lo attaccava.
Celebri furono i suoi contributi per tutte e otto le puntate del programma Sushi, andato in onda su MTV nel 1999, al termine di ciascuna delle quali veniva mandato in onda un suo breve monologo (3-5 minuti) sul tema che era stato trattato nel corso della trasmissione. In particolare i temi degli episodi furono: Cultura, Lavoro, Fede, Tempo, Identità, Morte, Sentimento. Questo programma contribuì a far conoscere Carmelo Bene tra i giovani dell'epoca, che lo apprezzavano soprattutto grazie alle sue idee controcorrente e al modo di esprimersi sopra le righe.

## Il rapporto con la critica
Bene ha sempre rifiutato "qualsiasi funzione di mediazione alla critica", al di là del metodo usato, della sua obiettività, accondiscendenza o buona fede. Secondo Piergiorgio Giacché, «Carmelo Bene nega da sempre al critico-giornalista (e perfino al critico-studioso, che per lo più resta fastidiosamente esterno all'opera) una reale cittadinanza».
Il disprezzo da lui riservato alla critica teatrale e al giornalismo dei "gazzettieri", è proverbiale. Fin dall'esordio e per diversi anni, Bene fu stroncato o ignorato dalla critica e dai mass-media italiani.  Del suo debutto a Roma con Caligola, il giornalista John Francis Lane scrisse una recensione elogiativa sul Times, provocando reazioni concitate tra i critici italiani che interpellarono lo stesso Lane per chiederne ragione.
In un'intervista televisiva del 1968 Carmelo Bene esplica la sua opinione:
Giuliana Rossi, all'epoca moglie di Carmelo Bene, descrive il rapporto conflittuale fra Bene e i critici italiani:
Carla Tatò conferma lo stesso boicottaggio nei suoi confronti per il fatto di aver lavorato come attrice nel teatro di Carmelo Bene.
Secondo Bene, i primi anni della propria carriera furono i più difficili anche a causa della critica, costretto a svolgere il ruolo dell'artista maledetto, a vivere avventurosamente, a praticare la sua attività teatrale con sotterfugi.
Specialmente nel periodo iniziale della sua carriera, non è affatto raro che critici e giornalisti si accaniscano contro i presunti abusi perpetrati da Bene ai danni del buon costume e dei luoghi comuni. La Salomè del '64 aveva un cast di attori formato prevalentemente da carcerati o ex-galeotti, soprannominata compagnia di Regina Coeli. In una recensione di quest'opera fatta sulle pagine del "Borghese", si legge:
C'è una frattura, almeno nella prima parte della carriera, tra fautori e detrattori. Secondo Alberto Arbasino:
Questa critica detrattiva condotta per diversi anni, caratterizzerà l'atteggiamento di Bene nei confronti dei critici, dei parvenu e dei "gazzettieri". Lydia Mancinelli ricorda: "La lotta di Carmelo Bene è stata una lotta contro i critici".
Il successo cominciò con uno stratagemma scrivendo e inviando a sei giornali diversi la recensione di una sua esibizione teatrale, tutte portanti la firma di un certo "Dice". Questo successo incominciò con la parentesi cinematografica e precisamente con Nostra Signora de' Turchi che, tra il 1973 al 1974, iniziò ad essere trasposta di nuovo in Teatro. Da qui ci fu sempre un crescendo di critica e successi.
Clamorosa fu la presa di posizione di Carmelo Bene al lido di Venezia, quando presentò Nostra Signora dei Turchi, dichiarando con veemenza, e che non aveva alcuna intenzione di parlare con la stampa italiana. Carlo Mazzarella, inviato della Rai, commenta:
Significativo fu il confronto a Mixer Cultura, nella trasmissione del 15 febbraio 1988, condotta da Arnaldo Bagnasco, nella quale apparvero in modo chiaro le posizioni dei critici e degli studiosi suoi fautori come Jean-Paul Manganaro, di Maurizio Grande. Fra i critici invitati alla trasmissione Guido Davico Bonino assume posizioni estreme, rispetto a quelle più moderate di Giovanni Raboni, Renzo Tian e Guido Almansi, dicendo:
Altri eventi mediatici clamorosi e significativi simbolici del rapporto con la critica e i giornalisti sono le sue due apparizioni televisive al MCS del 1994 e 1995.

### Studiosi dell'opera beniana
Tra gli studiosi e i fautori in Italia dell'opera di Carmelo Bene ci furono Maurizio Grande, Piergiorgio Giacchè e Goffredo Fofi. Ne sono stati strenui difensori, fra gli altri, agli inizi della sua carriera, Ennio Flaiano e Alberto Arbasino. Se ne sono interessati, tra gli altri, Giuseppe Bartolucci, Oreste Del Buono, Franco Quadri, Umberto Artioli, Edoardo Fadini, Enrico Ghezzi, Giancarlo Dotto e Ugo Volli, Maurizio Boldrini. Fra gli intellettuali stranieri ci furono Gilles Deleuze, Jean-Paul Manganaro, André Scala, Camille Dumoulié e Pierre Klossowski.

## Vita privata
Era un grande tifoso del Milan. Della squadra rossonera disse: Il Milan è un fatto culturale, un fenomeno estetico. Il Milan eccede la Materia. È celeste.
Carmelo Bene era un accanito fumatore di Gitanes, al punto che non presenziava in televisione se non gli era consentito di fumare in diretta.
Era marito di Raffaella Baracchi, Miss Italia 1983, dalla quale nel 1992 ha avuto la figlia Salomè.

## Teatro
Dove non altrimenti specificato, autore, regista e interprete è Carmelo Bene.

### Gli esordi: il rifiuto delle Accademie e il Teatro Laboratorio
- N/D, Il vento, la luce, il silenzio. Carmelo Bene.
- 1959, Caligola, di Albert Camus. Versione italiana di Alberto Ruggiero e Carmelo Bene. Regia di Alberto Ruggiero. Con Antonio Salines, Flavia Milanta (La Spezia 1934 - Perugia 2010). Scene e costumi di Titus Vossberg. Roma, Teatro delle Arti
- 1960, Spettacolo-concerto Majakovskij, da Majakovskij, Blok, Esenin e Pasternak. Musiche dal vivo: Sylvano Bussotti. Bologna, Teatro alla Ribalta
- 1961
  - Caligola, di Albert Camus (II edizione). Scene di G. Bignardi. Genova, Teatro Politeama
  - Lo strano caso del dottor Jekyll e del signor Hyde, da Robert Louis Stevenson. Scene di G. Bignardi. Genova, La Borsa di Arlecchino
  - Tre atti unici di Marcello Barlocco. Genova, Teatro Eleonora Duse
  - Gregorio: cabaret dell'Ottocento. Con R. B. Scerrino, N. Casale, M. Nevastri, P. Falaja. Scene di S. Vendittelli. Roma, Teatro Ridotto dell'Eliseo
  - Pinocchio, da Carlo Collodi. Con R. B. Scerrino, G. Lavaggetto. Roma, Teatro Laboratorio
  - Amleto, da William Shakespeare. Con R. B. Scerrino, C. Sonni, L. Mezzanotte. Roma, Teatro Laboratorio
- 1962
  - Spettacolo-concerto Majakovskij (II edizione). Musiche dal vivo di A. Rosselli. Roma, Teatro Laboratorio
  - Spettacolo-concerto Majakovskij (III edizione). Musiche dal vivo di G. Lenti. Roma, Teatro Laboratorio
- 1963
  - Addio porco (II edizione di Gregorio: Cabaret dell'Ottocento). Con R. B. Scerrino, L. Mezzanotte. Roma, Teatro Laboratorio
  - Cristo '63. Con A. Greco. Roma, Teatro Laboratorio

### Dopo il Teatro Laboratorio e l'inizio del sodalizio con Lydia Mancinelli
- Edoardo II da Christopher Marlowe. Regia, scene e costumi di Carmelo Bene. Interpreti: Carmelo Bene, Helen Cameron, Michele Francis, Luigi Mezzanotte, Giacomo Ricci. Roma, Teatro Arlecchino, 31 maggio 1963
- I polacchi (Ubu Roi) da Alfred Jarry. Regia, scene e costumi di Carmelo Bene. Interpreti: Carmelo Bene, Helen Cameron, Edoardo Florio, Luigi Mezzanotte, Edoardo Torricella, Alfiero Vincenti. Roma, Teatro dei Satiri, 11 ottobre 1963
- Salomè da Oscar Wilde. Regia e costumi di Carmelo Bene. Scene di Salvatore Vendittelli. Interpreti: Carmelo Bene, Franco Citti, Edoardo Florio, Alfredo Leggi, Rosa Bianca Scerrino, Alfiero Vincenti. Roma, Teatro delle Muse, 2 marzo 1964
- Pinocchio (II edizione) da Carlo Collodi. Regia, scene e costumi di Carmelo Bene. Maschere di Salvatore Vendittelli. Tecnico del suono: Elia Jezzi. Interpreti: Carmelo Bene, Lydia Mancinelli, Gino Lavagetto, Luigi Mezzanotte, Edoardo Torricella, Alfiero Vincenti. Spoleto, "Festival dei Due Mondi", Teatro Tenda, 4 luglio 1964
- Amleto (II edizione) da William Shakespeare. Regia, scene, costumi e musiche di Carmelo Bene. Interpreti: Carmelo Bene, Manuela Kustermann, Lydia Mancinelli, Luigi Mezzanotte, Manlio Nevastri. Spoleto, "Festival dei Due Mondi", Teatro Tenda, 9 luglio 1964
- La storia di Sawney Bean di Roberto Lerici. Regia, scene e costumi di Carmelo Bene. Interpreti: Lydia Mancinelli, Luigi Mezzanotte. Roma, Teatro delle Arti, 6 ottobre 1964
- Manon da romanzo dell'Abate Prévost. Regia, scene e costumi di Carmelo Bene. Interpreti: Carmelo Bene, Federico Boido, Emanuela Kustermann, Lydia Mancinelli, Rosa Bianca Scerrino, Piero Vida, Alfiero Vincenti. Roma, Teatro Arlecchino, 2 gennaio 1965
- Basta, con un “Vi amo” mi ero quasi promesso. Amleto o le conseguenze della pietà filiale da William Shakespeare e Jules Laforgue. Regia, scene, costumi e musiche di Carmelo Bene, con la collaborazione di Salvatore Siniscalchi. Interpreti: Carmelo Bene, Enrico Boido, Ornella Ferrari, Edoardo Florio, Michele Francis, Manuela Kustermann, Lydia Mancinelli, Manlio Nevastri, Alfiero Vincenti. Roma, Teatro Arlecchino, 6 aprile 1965
- Faust o Margherita di Carmelo Bene e Franco Cuomo. Regia e costumi di Carmelo Bene. Scene di Salvatore Vendittelli. Interpreti: Carmelo Bene, Angela Angelucci, Manuela Kustermann, Lydia Mancinelli, Valeria Nardone, Mario Tempesta, Rosaria Vadacea, Piero Vida, Alfiero Vincenti. Roma, Teatro dei Satiri, 4 gennaio 1966
- Pinocchio '66 da Carlo Collodi. Adattamento, regia, scene e costumi di Carmelo Bene. Maschere di Salvatore Vendittelli. Direttore tecnico: Elia Jezzi. Luci di S. e M. Feliciangeli. Interpreti: Carmelo Bene, Edoardo Florio, Lydia Mancinelli, Luigi Mezzanotte, Valeria Nardone, Manlio Nevastri, Piero Vida. Pisa, Teatro Verdi, 19 febbraio 1966
- Pinocchio (II edizione) da Carlo Collodi. Roma, Teatro Centrale, 18 marzo 1966
- Il Rosa e il Nero da Il monaco di Matthew Gregory Lewis. Adattamento e regia di Carmelo Bene. Scene di Salvatore Vendittelli e Aldo Braibanti. Musiche di Sylvano Bussotti e Vittorio Gelmetti. Interpreti: Carmelo Bene, Ornella Ferrari, Lydia Mancinelli, Maria Monti, Rossana Rovere, Silvano Spadaccino. Roma, Teatro delle Muse, 10 ottobre 1966
- Nostra Signora dei Turchi (I edizione). Testo e regia di Carmelo Bene. Scene di Salvatore Vendittelli e Antonio Caputo. Locandina di Antonio Caputo. Interpreti: Carmelo Bene, Lydia Mancinelli e Margherita Puratich. Roma, Beat '72, 1 dicembre 1966
- Amleto o le conseguenze della pietà filiale da Laforgue (II edizione). Regia, costumi e musiche di Carmelo Bene. Realizzazione di Osvaldo Testa. Interpreti: Carmelo Bene, Adriano Bocchetta, Edoardo Florio, Michele Francis, Lydia Mancinelli, Luigi Mezzanotte, Andrea Moroni, Pietro Napolitano, Manlio Nevastri, Pino Prete, Margherita Puratich, Carla Tatò. Roma, Beat '72, 20 marzo 1967
- Salvatore Giuliano, vita di una rosa rossa di Nino Massari. Regia di Carmelo Bene. Interpreti: Lydia Mancinelli, Luigi Mezzanotte, Carla Tatò. Roma, Beat '72, 10 aprile 1967
- Salomè da Oscar Wilde (II edizione). Regia di Carmelo Bene. Interpreti: Lydia Mancinelli, Rosa Bianca Scerrino, Manlio Nevastri, Salvatore Siniscalchi, Pino Prete. Roma, Beat '72, 1967
- Arden of Feversham da Anonimo elisabettiano. Adattamento di Carmelo Bene e Salvatore Siniscalchi. Regia di Carmelo Bene. Interpreti: Carmelo Bene, Giovanni Davoli, Ninetto Davoli, Franco Gulà, Lydia Mancinelli, Manlio Nevastri, Alfiero Vincenti. Roma, Teatro Carmelo Bene, 15 gennaio 1968
- Spettacolo-concerto Majakovskij (IV edizione) da Vladimir Majakovskij di e con Carmelo Bene. Musiche dal vivo di Vittorio Gelmetti. Roma, Teatro Carmelo Bene, 29 gennaio 1968
- Don Chisciotte da Miguel de Cervantes. Adattamento di Carmelo Bene e Leo de Berardinis. Interpreti: Carmelo Bene, Lydia Mancinelli, Leo de Berardinis, Perla Peragallo, Clara Colosimo, Gustavo D’Arpe, Claudio Orsi. Roma, Teatro Carmelo Bene, 25 ottobre 1968

### Gli anni settanta ed ottanta: grandi trionfi in scena e successi televisivi
- Nostra Signora dei Turchi (II edizione). Regia di Carmelo Bene. Scene di Gino Marotta. Interpreti: Carmelo Bene, Luciana Cante, Lydia Mancinelli. Bologna, Teatro Eleonora Duse, 7 aprile 1972
- Nostra Signora dei Turchi. Regia di Carmelo Bene. Scena di Gino Marotta. Interpreti: Carmelo Bene, Lydia Mancinelli, Imelde Marani, Isabella Russo, Alfiero Vincenti, Bruno Baratti, Franco Lombardo, Gerardo Scala, Roma, Teatro delle Arti, 10 ottobre 1973
- Nostra Signora dei Turchi. Regia di Carmelo Bene. Scena di Gino Marotta. Interpreti: Carmelo Bene, Lydia Mancinelli, Simona Ranieri, Isabella Russo, Alfiero Vincenti, Bruno Baratti, Giuliana Salandra, Luca Temata, Macerata, Teatro Stabile dell'Aquila, Teatro Comunale L. Rossi, 28 Aprile 1974
- La cena delle beffe da Sem Benelli. Adattamento, regia, scene e costumi di Carmelo Bene. Musiche di Vittorio Gelmetti. Interpreti: Carmelo Bene e Gigi Proietti, Aleiardo Barrera, Roberto Caporali, Carla Cassola, Carlo Colombo, Alessandro Haber, Roberto Lattanzio, Franco Leo, Lydia Mancinelli, Fedele Massimo, Carlo Monni, Stefania Nelli, Simona Ranieri, Isabella Russo. Firenze, Teatro La Pergola, 11 gennaio 1974
- S.A.D.E. ovvero libertinaggio e decadenza del complesso bandistico della Gendarmeria salentina di Carmelo Bene. Regia di Carmelo Bene. Scene e costumi di Giancarlo Bignardi. Musiche di Sante Maria Romitelli. Direttore d’orchestra: Luigi Zito. Interpreti: Carmelo Bene, Luciana Cante, Giuseppe Castronuovo, Cosimo Cinieri, Franco Cosolito, Francesco De Rosa, Massimo Fedele, Walter Francesconi, Vincenzo Iadicicco, Lydia Mancinelli, Stefania Nelli, Isabella Russo, Giorgio Tieghi, Alfiero Vincenti, Vladimiro Waiman. Milano, Teatro Manzoni, 3 ottobre 1974
- Amleto di Carmelo Bene (da Shakespeare a Laforgue) da William Shakespeare e Jules Laforgue (III edizione). Regia, scene, costumi e musiche a cura di Carmelo Bene. Interpreti: Carmelo Bene, Paolo Baroni, Benedetta Buccellato, M. Novella De Cristofaro, Massimo Fedele, Franco Leo, Lydia Mancinelli, Luigi Mezzanotte, M. Agnes Nobecourt, Maria Luisa Serena, Marina Tagliaferri, Vera Venturini, Alfiero Vincenti. Prato, Teatro Metastasio, 8 ottobre 1975
- Faust-Marlowe-Burlesque di Aldo Trionfo e Lorenzo Salveti. Regia e colonna sonora di Aldo Trionfo. Scene di Emanuele Luzzati. Costumi di Giorgio Panni. Interpreti: Carmelo Bene e Franco Branciaroli. Prato, Teatro Metastasio, 22 marzo 1976
- Romeo e Giulietta (storia di Shakespeare) secondo Carmelo Bene. Collaboratori al testo e alla traduzione italiana Franco Cuomo e Roberto Lerici. Regia e colonna sonora di Carmelo Bene. Musiche originali di Luigi Zito. Interpreti: Carmelo Bene, Paolo Baroni, Mariano Brancaccio, Franco Branciaroli, Mauro Bronchi, Rosalina D’Angelo, Edoardo Florio, Barbara Lerici, Roberta Lerici, Lydia Mancinelli, Luigi Mezzanotte, Alfiero Vincenti. Maestro d’armi: E. Musumeci Greco. Prato, Teatro Metastasio, 17 dicembre 1976
- Riccardo III (da Shakespeare) secondo Carmelo Bene da William Shakespeare. Adattamento e regia di Carmelo Bene. Realizzazione scene a cura di Walter Pace. Musiche originali di Luigi Zito. Interpreti: Carmelo Bene, Maria Boccuni, Maria Grazia Grassini, Susanna Javicoli, Lydia Mancinelli, Laura Morante, Daniela Silverio. Cesena, Teatro Bonci, 21 dicembre 1977
- S.A.D.E. ovvero libertinaggio e decadenza del complesso bandistico della Gendarmeria salentina (II edizione). In lingua francese. Parigi, "Festival d'Automne", Opèra-Comique, 1977
- Otello, o la deficienza della donna da William Shakespeare. Adattamento di Carmelo Bene e Cosimo Cinieri. Regia, scene e costumi di Carmelo Bene. Musiche di Luigi Zito. Interpreti: Carmelo Bene, Luca Bosisio, Jan-Paul Boucher, Cosimo Cinieri, Cesare Dell’Aguzzo, Licia Dotti, Susanna Javicoli, Michela Martini. Jesi (Ancona), Teatro Pergolesi, 13 gennaio 1979
- Manfred di George Gordon Byron. Traduzione italiana di Carmelo Bene. Musiche di Robert Alexander Schumann. Orchestra e coro dell’Accademia Nazionale di Santa Cecilia diretta da Piero Bellugi. Interpreti: Carmelo Bene, Sabrina Bizzo, Mario Bolognesi, Patrizia Dordi, Giorgio Gatti, Lydia Mancinelli. Roma, Auditorium di Via della Conciliazione, 6 maggio 1979
- Spettacolo-concerto Majakovskij (V edizione) da Vladimir Majakovskij, Aleksandr Blok, Sergej Esenin, Boris Pasternak. Regia e interpretazione di Carmelo Bene. Musiche di Gaetano Giani Luporini. Percussioni dal vivo di A. Striano. Perugia, "XXXV Sagra musicale umbra", Teatro Morlacchi, 21 settembre 1980
- Hyperion da Friedrich Hölderlin e Bruno Maderna. Traduzione italiana, adattamento e interpretazione di Carmelo Bene. Musiche di Bruno Maderna. Orchestra e coro dell’Accademia di S. Cecilia diretta da Marcello Panni. Roma, Auditorium di Via della Conciliazione, 23 novembre 1980
- Lectura Dantis da Dante Alighieri di e con Carmelo Bene. Musiche introduttive di Salvatore Sciarrino. Flauto solista: David Bellugi. Bologna, Torre degli Asinelli, 31 luglio 1981
- Recital di poesie da Dante Alighieri e Eduardo De Filippo. Interpreti: Carmelo Bene e Eduardo De Filippo. Roma, Palasport, 15 novembre 1981
- Pinocchio (Storia di un burattino) (III edizione) da Carlo Collodi di Carmelo Bene. Musiche di scena di Gaetano Giani Luporini. Maschere di Giovanni Gianese. Interpreti: Carmelo Bene, Lydia Mancinelli e con la partecipazione dei fratelli Mascherra. Pisa, Teatro Verdi, 5 dicembre 1981
- Poesia e musica a sorpresa per i popoli della Polonia e del Salvador da Dino Campana con Carmelo Bene e Flavio Cucchi (chitarra classica). Milano, Palazzo dello Sport, 13 marzo 1982
- Recital di poesie di Carmelo Bene e Eduardo De Filippo. Pisa, Teatro Verdi, 18 marzo 1982
- Macbeth, due tempi di Carmelo Bene da Shakespeare da William Shakespeare. Regia, scene e costumi di Carmelo Bene. Musiche di Giuseppe Verdi. Interpreti: Carmelo Bene, Susanna Javicoli. Orchestrazione e direzione su base di Luigi Zito. Consulente per la strumentazione fonica: Salvatore Maenza. Milano, Teatro Lirico, 4 gennaio 1983
- Poesia della voce - Voce della poesia (Dante, Manzoni, Campana, Leopardi, Pascoli) di e con Carmelo Bene. Milano, Teatro Lirico, 10 gennaio 1983
- Egmont (Un ritratto di Goethe). Versione italiana e elaborazione per concerto e voce solista di Carmelo Bene. Musiche di Ludwig van Beethoven. Direttore d'orchestra: Gerd Albrecht. Interpreti: Carmelo Bene, Barbara Lerici, Edith Matis (soprano). Orchestra e coro dell'Accademia di Santa Cecilia. Coro diretto da Giulio Bertola. Roma, Piazza del Campidoglio, 30 giugno 1983
- ... Mi presero gli occhi da Friedrich Hölderlin e Giacomo Leopardi di e con Carmelo Bene. Musiche di Gaetano Giani Luporini. Torino, Teatro Colosseo, 3 novembre 1983
- L'Adelchi di Alessandro Manzoni (in forma di concerto) da Alessandro Manzoni. Uno studio di Carmelo Bene e Giuseppe Di Leva. Musiche di Gaetano Giani Luporini. Interpreti: Carmelo Bene, Anna Perino, Antonio Striano (percussioni). Milano, "Manzoni: il suo e il nostro tempo", Teatro Lirico, 23 febbraio 1984
- Concerto dal mare. Il mare dalla "Commedia" ai "Canti Orfici" di e con Carmelo Bene. La Spezia, "Grandestate La Spezia '84", 1º agosto 1984
- Otello di William Shakespeare secondo Carmelo Bene. Regia, scene e costumi di Carmelo Bene. Musiche di Luigi Zito. Interpreti: Carmelo Bene, Cristina Borgogni, Valerio de Margheriti, Benedetta Fazzini, Isaac George, Filippo Mascherra, Anna Perino, Marina Polla De Luca. Pisa, Teatro Verdi, 9 gennaio 1985
- Lorenzaccio al di là di Alfred De Musset e Benedetto Varchi di Carmelo Bene. Regia di Carmelo Bene. Interpreti: Carmelo Bene, Mauro Contini, George Isaac. Firenze, Ridotto del Teatro Comunale, 4 novembre 1986
- Canti di Giacomo Leopardi. Con Carmelo Bene. Recanati, Piazza Leopardi, 12 settembre 1987
- Hommelette for Hamlet, "operetta inqualificabile" (d'à Jules Laforgue) da Jules Laforgue di Carmelo Bene. Scene e costumi di Gino Marotta. Musiche originali adattate e dirette da Luigi Zito. Protesi scultoree di Giovanni Gianese. Interpreti: Carmelo Bene, Ugo Trama, Marina Polla de Luca, Achille Brugnini, Stefania De Santis, Osvaldo Cattaneo, Walter Esposito, Franco Felici, Luciano Fiaschi, Davide Riboli, Andrea Zuccolo. Torino, Teatro Alfieri, 1 dicembre 1987
- La cena delle beffe da Sem Benelli (II edizione). Adattamento e regia, scene e costumi di Carmelo Bene. Musiche di scena di Lorenzo Ferrero. Interpreti: Carmelo Bene, David Zed, Raffaella Baracchi, Achille Brugnini, Stefania De Santis, Davide Riboli. Voce di Ginevra: Susanna Javicoli. Perugia, Teatro Morlacchi, 3 dicembre 1988
- Pentesilea la macchina attoriale - attorialità della macchina da Kleist, Omero e Post-Omerica nella versione di Carmelo Bene. Momento nº 1 del progetto-ricerca "Achilleide". Interpreti: Carmelo Bene, Anna Perino. Elaborazioni musicali elettroniche di Carmelo Bene. Milano, Cortile della Rocchetta del Castello Sforzesco, 26 luglio 1989
- Pentesilea - Achilleide momento n. 2 di e con Carmelo Bene. Roma, Teatro Olimpico, 17 aprile 1990
- Adelchi da Alessandro Manzoni di e con Carmelo Bene. In memoria di Aldo Moro. Roma, Teatro delle Arti, 21 febbraio 1992
- Pinocchio-0 di e con Carmelo Bene. Roma, Teatro delle Arti, 26 febbraio 1992

### Gli ultimi anni
- Hamlet suite. Spettacolo-concerto da Jules Laforgue. Testi, regia e musica di Carmelo Bene. Costumi di Luisa Viglietti. Luci di Davide Ronchieri. Interpreti: Carmelo Bene, Paula Boschi, Monica Chiarabelli. Verona, XXXXVI Festival Shakespeariano, Teatro Romano, 20 luglio 1994
- Canti Orfici di Dino Campana. Interprete unico: Carmelo Bene. Macerata, "Macerataopera", Arena Sferisterio, 8 agosto 1994
- Canti Orfici. Poesia della voce e voce della poesia di e con Carmelo Bene da Dino Campana. Ostia Antica, Teatro Romano, agosto 1994
- Canti di Giacomo Leopardi. Interprete unico: Carmelo Bene. Casertavecchia (Caserta), Piazza del Duomo, 6 settembre 1994
- Macbeth Horror Suite da William Shakespeare. Adattamento, regia e drammaturgia musicale di Carmelo Bene. Musiche di Giuseppe Verdi. Costumi di Luisa Viglietti. Scene di Tiziano Fario. Luci di Davide Ronchieri Interpreti: Carmelo Bene, Silvia Pasello. Roma, Festival d’Autunno, Teatro Argentina, 30 settembre 1996
- Adelchi di Alessandro Manzoni. Elaborazione in due tempi di Carmelo Bene. Musiche di Gaetano Giani Luporini. Interpreti: Carmelo Bene, Elisabetta Pozzi. Roma, Teatro Quirino, 8 ottobre 1997
- Voce dei Canti da Giacomo Leopardi. Interpreti: Carmelo Bene, Sonia Bergamasco (pianoforte). Roma, Teatro Olimpico, 5 giugno 1998
- Pinocchio ovvero lo spettacolo della Provvidenza da Carlo Collodi. Riduzione, adattamento e regia di Carmelo Bene. Scene e maschere di Tiziano Fario. Costumi di Luisa Viglietti. Musiche di Gaetano Giani Luporini. Luci di Davide Ronchieri. Suoni live di Marcello Aiello. Interpreti: Carmelo Bene, Sonia Bergamasco. Voce in playback di Lydia Mancinelli. Roma, Festival d’Autunno, Teatro dell’Angelo, 10 novembre 1998
- Gabriele D'Annunzio. Concerto d’autore. Regia e interpretazione di Carmelo Bene. Musiche di Gaetano Giani Luporini. Scene di Tiziano Fario. Luci di Davide Ronchieri. Costumi di Luisa Viglietti. Roma, Teatro dell’Angelo, 26 novembre 1999
- In-vulnerabilità d'Achille, impossibile suite tra Ilio e Sciro da Omero, Cecilio Stazio, Heinrich von Kleist. Regia, interpretazione e arrangiamenti musicali di Carmelo Bene. Scene di Tiziano Fario. Costumi di Luisa Viglietti. Roma, Teatro Argentina, 24 novembre 2000
- Lectura Dantis da Dante Alighieri. Interpreti: Carmelo Bene, Fernando Grillo (contrabbasso). Otranto, Fossato del Castello, 5 settembre 2001

## Opere letterarie

### Libri
- Pinocchio Manon e proposte per il teatro, Milano, Lerici, 1964.
- Nostra Signora dei Turchi, Milano, Sugar, 1966 (riedizione, con introduzione di Ugo Volli: Milano, SugarCo, 1978).
- Credito Italiano V.E.R.D.I., Milano, Sugar, 1967.
- L'orecchio mancante, Milano, Feltrinelli, 1970.
- A boccaperta (contiene: Giuseppe Desa da Copertino, A boccaperta; S.A.D.E. ovvero libertinaggio e decadenza del complesso bandistico della gendarmeria salentina. Spettacolo in due aberrazioni; Ritratto di signora del cavalier Masoch per intercessione della beata Maria Goretti. Spettacolo in due incubi), Torino, Einaudi, 1976.
- Il rosa e il nero, in F. Quadri, L'avanguardia teatrale in Italia, Einaudi, Torino, 1977.
- Dramaturgie (contiene la traduzione in lingua francese di S.A.D.E. curata da J. P. Manganaro e D. Dubroca, e scritti di J. Guinot e F. Quadri), Garnier, Sarcelles, 1977.
- Sovrapposizioni (Con Gilles Deleuze; contiene Riccardo III di Carmelo Bene e Un manifesto di meno di G. Deleuze), Feltrinelli, Milano 1978 (ristampa ampliata: Quodlibet, Macerata, 2002).
- Pinocchio, Giusti, Firenze, 1978.
- Manfred, Giusti, Firenze 1980.
- Pinocchio (con G. Dotto, Pinocchio o lo spettacolo della Provvidenza, distrazione a due voci tra scena e quinta), La casa Usher, Firenze, 1981.
- Otello, o la deficienza della donna (Contiene saggi critici di G. Deleuze, M. Grande, P. Klossowski, J-P. Manganaro, G. Dotto), Feltrinelli, Milano, 1981.
- La voce di Narciso (Contiene interventi di S. Colomba, M. Grande, A. Signorini), Il Saggiatore, Milano 1982.
- Sono apparso alla Madonna. Vie d'(h)eros(es), Longanesi, Milano 1983.
- L'Adelchi o della volgarità del politico (Con G. Di Leva), Longanesi, Milano, 1984.
- Lorenzaccio (Contiene lo studio di M. Grande, La grandiosità del vano), Nostra Signora Editrice, Roma 1986.
- La ricerca teatrale nella rappresentazione di Stato (o dello spettacolo fantasma prima e dopo C.B.), in AA. VV., La ricerca impossibile. Biennale Teatro '89 (Contiene saggi di U. Artioli, C. Dumoulié, E. Ladini, M. Grande, J-P. Manganaro, A. Scala), Marsilio, Venezia 1990.
- Il teatro senza spettacolo (Contiene saggi di U. Artioli, C. Dumoulié, E. Ladini, M. Grande, P. Klossowski, J-P. Manganaro, A. Scala), Marsilio, Venezia 1990.
- A boccaperta (Ristampa del solo testo A boccaperta), Linea d'ombra, Milano 1993.
- Vulnerabile invulnerabilità e necrofilia in Achille. Poesia orale su scritto incidentato. Versioni da Stazio Omero Kleist, Nostra Signora Editrice, Roma, 1993.
- Lorenzaccio e Il teatro di Bene e la pittura di Bacon (Edizione fuori commercio per gli abbonati di Linea d'ombra, allegato al n. 78 del gennaio 1993), Milano - Roma, Linea d'ombra - Nostra signora, 1993
- Opere, con l'Autografia d'un ritratto, Bompiani, Milano 1995. (contiene l'opera omnia di Bene, selezionata e revisionata dall'autore, più un'antologia critica).
- Nulla patria in profeta, in AA. VV., L'immemoriale (Con scritti di G. Deleuze, G. Fofi, P. Giacchè, N. Savarese, F. Taviani, Argo, Lecco), 1995.
- Discorso su due piedi (il calcio) (Con E. Ghezzi), Bompiani, Milano 1998.
- Vita di Carmelo Bene (Con G. Dotto), Bompiani, Milano 1998.
- 'l mal de' fiori poema, Bompiani, Milano 2000.
- Opere, con l'Autografia d'un ritratto, Classici Bompiani, Milano, 2002, ISBN 88-452-5166-7
- con Gilles Deleuze, Sovrapposizioni, Quodlibet, Macerata, 2002 (2ª ed. 2006), ISBN 88-86570-91-0
- Sovrapposizioni (Con G. Deleuze) (Ristampa con aggiunta di materiale fotografico inedito), Quodlibet, Macerata 2002.
- con Giancarlo Dotto, Vita di Carmelo Bene, Milano, Bompiani-RCS 2005 (1ª ed. 1998). ISBN 88-452-3350-2
- Un dio assente (monologo a due voci sul teatro) (Con U. Artioli), Edizioni Medusa, Milano, 2006.

### Articoli
- Con Pinocchio sullo schermo (e fuori), Milano, Sipario N°244-245, 1966
- Arden of Feversham; C.B. e S. Siniscalchi; Sipario N°259, Milano, 1967.
- A proposito di Kenneth Tynan, Teatro, n3-4, Milano, 1968.
- Comunicativa e corruzione, Teatro, n. 1 (seconda serie), pp. 64–67, Milano, 1969.
- Salomè, cartella informativa a cura dell'Ufficio Stampa dell'Italnoleggio Cinematografica, Roma, 1972.
- S.A.D.E. (Extrait), Travail Theatral, n. 27, Lausanne, 1977.
- Fragments pour un auto-portrait, «Les Nouvelles Littéraires», Paris, 22 settembre 1977.
- La Salomè di Oscar Wilde, Edizioni della Rai per il XXIX Premio Italia, Roma, settembre 1977.
- Non fate il mio nome invano, «Paese Sera», Roma, 28 maggio 1978.
- Discorso sull'attore – L'avvento della donna; «Paese Sera», Roma, 7 luglio 1978.
- Discorso sull'attore, «Paese Sera», Roma, 10 luglio 1978.
- Piccola storia dell'attore – Tra cerimonia e verità, «Paese Sera» 20 luglio 1978
- Caro critico ma tu credi il mio teatro educativo?, «La Stampa», Torino, 16 febbraio 1979.
- Niente scuole (a cura di S. Colomba), «Sipario degli attori», anno XXXV, n.405, pp. 54–55, II trimestre 1980,
- Macbeth. Libretto e versione da Shakespeare di Carmelo Bene, in «Macbeth» (Programma di sala), 1983.
- Brutti matti, «Dove sta Zazà, Rivista di cultura meridionale», nn.3-4, Pironti ed., Napoli, 1994.
- Carmelo Bene, frammenti dal «Maurizio Costanzo Show» del 27 giugno 1994, selezionati e rielaborati da Sergio Fava, «Panta» – Conversazioni, n. 15, pp. 57–63, 1997.
- Lezioni sull'arte, «Lo Straniero», anno VI, n.22, aprile 2002.

## Filmografia

### Regista

#### Lungometraggi
- Nostra Signora dei Turchi (1968)
- Capricci (1969)
- Don Giovanni (1970)
- Salomè (1972)
- Un Amleto di meno (1973)

#### Cortometraggi
- Hermitage (1968)
- Il barocco leccese (1968)
- A proposito di "Arden of Feversham" (1968)
- Ventriloquio (1973) (perduto)

### Attore

#### Cinema
- Un'ora prima di Amleto + Pinocchio, regia di Paolo Brunatto (1965)
- Bis, regia di Paolo Brunatto, (1965)
- Edipo re, regia di Pier Paolo Pasolini, (1967)
- Lo scatenato, regia di Franco Indovina, (1967)
- Il canto d'amore di J. Alfred Prufrock, regia di Nico D'Alessandria (1967) (voce narrante)
- Umano, non umano, regia di Mario Schifano (1969)
- Colpo rovente, regia di Piero Zuffi, (1969-1970)
- Necropolis, regia di Franco Brocani (1970)
- Tre nel mille, regia di Franco Indovina, (1970) (ma mandato in onda in Rai con il titolo Storie dell'anno mille nel gennaio/febbraio 1973)
- Claro, regia di Glauber Rocha (1975)

#### Televisione
- 1973 Storie dell'anno Mille (originale televisivo in 6 episodi); con Franco Parenti, Giancarlo Dettori, Carmelo Bene; regia di Franco Indovina; soggetto e sceneggiatura di Tonino Guerra e Luigi Malerba.
- 1974
  - Bene! Quattro diversi modi di morire in versi. Blok-Majakovskij-Esènin-Pasternak
  - Amleto, di Carmelo Bene (da Shakespeare a Laforgue)
- 1977 Riccardo III (da Shakespeare) secondo Carmelo Bene
- 1979 Manfred versione per concerto in forma d'oratorio
- 1984 L'Adelchi, di Alessandro Manzoni in forma di concerto
- 1987
  - Carmelo Bene e i canti di Giacomo Leopardi; intervista introduttiva con M. Grande e Vanni Leopardi e lettura dei Canti di C.B.; riprese in diretta da Villa Leopardi e in piazza Leopardi a Recanati; regia televisiva F. Di Rosa; trasmesso il 12/9/1985, Rai 3.
  - Hommelette for Hamlet, operetta inqualificabile (da J. Laforgue)
- 1996
  - Macbeth horror suite di Carmelo Bene da William Shakespeare
  - Lectura Dantis
  - Canti orfici
- 1997 Carmelo Bene - In-vulnerabilità d'Achille (tra Sciro e Ilio)
- 1998 Carmelo Bene e la voce dei Canti, dai Canti di G. Leopardi
- 1999 Pinocchio, ovvero lo spettacolo della Provvidenza
- 2001 Carmelo Bene in Carmelo Bene – quattro momenti su tutto il nulla
- 2002 Otello o la deficienza della donna di William Shakespeare secondo Carmelo Bene
- 2003 Lorenzaccio, al di là di de Musset e Benedetto Varchi

## Radio
Produzione RAI
- 1973
  - Le interviste impossibili
    - Giorgio Manganelli incontra De Amicis
    - Giorgio Manganelli incontra Tutankhamon
    - Giorgio Manganelli incontra Nostradamus
    - Giorgio Manganelli incontra Casanova
    - Giorgio Manganelli incontra Dickens
    - Giorgio Manganelli incontra il califfo di Bagdad
    - Guido Ceronetti incontra Jack lo squartatore
    - Guido Ceronetti incontra Attila
    - Oreste Del Buono incontra Leopold von Sacher Masoch
    - Oreste Del Buono incontra Dostoevskij
    - Vittorio Sermonti incontra Marco Aurelio
    - Alberto Arbasino incontra Ludwig II di Baviera
    - Alberto Arbasino incontra Oscar Wilde
    - Nelo Risi incontra Jean-Paul Marat
    - Italo Calvino incontra Montezuma

  - Cassio governa Cipro; di G. Manganelli. Personaggi e Interpreti[27]: Otello: Carmelo Bene; Jago: Cosimo Cinieri; Desdemona: Lidia Mancinelli; Cassio: Giacomo Ricci; Emilia: Rosa Bianca Scerrino; Bianca: Renata Biserri; Roderigo: Alessandro Haber; Brabanzio: Piero Baldini; Ludovico: Rodolfo Baldini.
  - Nostra signora dei turchi
- 1974
  - In un luogo imprecisato; di G. Manganelli.
  - Amleto; da Shakespeare e Laforgue
  - Pinocchio, due parti dal romanzo omonimo di Carlo Lorenzini Collodi. Personaggi e Interpreti[27]: Pinocchio: Carmelo Bene; La Bambina dai Capelli Turchini: Lidia Mancinelli; Lucignolo: Luigi Mezzanotte; La Volpe: Bianca Doriglia, Mastro Ciliegia, Il Grillo Parlante, Il Pappagallo, L'Imbonitore: Cosimo Cinieri; Geppetto, Mangiafuoco, Il Gatto, Il Narratore: Alfiero Vincenti; Un Ragazzo, Rosa Bianca Scerrino; La Piccola Vedetta Lombarda: Irma Palazzo.
- 1975
  - Salomè da O. Wilde
  - Tamerlano il grande; di C. Marlowe; protagonista C.B.; regia C. Quartucci
- 1976 Romeo e Giulietta; da W. Shakespeare
- 1979
  - Cuore; di E. de Amicis
  - Manfred; da Byron – Schumann
  - Otello; da W. Shakespeare
- 1979 Hyperion; da F. Hölderlin - Maderna
- 1983 Egmont; da Goethe – Beethoven
- 1984 L'Adelchi; da A. Manzoni
- 1997
  - Canti orfici; di D. Campana
  - Lectura Dantis; di Dante Alighieri
- 1998
  - Carmelo Bene e la voce dei Canti di Giacomo Leopardi
  - Pinocchio, ovvero lo spettacolo della provvidenza; di C. Collodi
- 1999
  - Gabriele D'Annunzio – La figlia di Iorio; da G. D'Annunzio
  - Pinocchio, ovvero lo spettacolo della provvidenza; riduzione e adattamento da Caro Collodi di Carmelo Bene; regia e interprete[27] principale C.B., musiche G. Giani Luporini; scene e maschere T. Fario; costumi L. Viglietti; direttore della fotografia G. Caporali; montaggio F. Lolli; altri interpreti: S. Bergamasco;
- 2000 In-vulnerabilità d'Achille, da Stazio, Omero e Kleist

## Discografia
- 1962 – Il teatro laboratorio Majakovskij e Garcia Lorca; attore-solista C.B.; musiche di G. Lenti; Roma, RCA Edizioni letterarie.
- 1976 – Una nottata di Carmelo Bene con Romeo, Giulietta e compagni; a cura di R. Lerici - registrazioni al Teatro Valle di Roma durante le prove di Romeo e Giulietta 1976; Audiolibri Mondadori
- 1980
  - Carmelo Bene - Manfred – Byron-Schumann; poema drammatico di G. G. Byron; musiche da R. Schumann; traduzione italiana, regia e voce solista C.B.; e con: L. Mancinelli (voce recitante), S. Baleani (soprano), W. Borelli (mezzosoprano), E. Buoso (tenore), C. del Bosco (basso); orchestra e coro del Teatro alla Scala, direttore D. Renzetti; direttore del coro R. Gandolfi; produzione a cura di R. Maenza; direttore musicale della registrazione F. Miracle; regia del mixaggio C.B.; registrazione live effettuata al Teatro della Scala di Milano il 1/10/1980; doppio LP stereo, Fonit Cetra.
  - Carmelo Bene - Majakovskij, dedicato a Sandro Pertini, nel cinquantenario della morte di Majakovskij e nel centenario della nascita di Blok, concerto per voce recitante e percussioni; testi di A. Blok, V. Majakovskij, S. Esenin, B. Pasternak; traduzioni di: R. Poggioli, A. M. Ripellino, B. Carnevali; riduzione, adattamento, regia e voce recitante C.B.; musiche di G. Giani Luporini; musicisti solisti: M. ilie, (violino), S. Verzari (tromba), V. De Vita (pianoforte); direttore della registrazione P. Chiesa; fonico R. Citterio; produzione a cura di R. Maenza; registrazione live effettuata il 10/10/1980 – Roma – Teatro dell'Opera doppio LP Fonit Cetra.
- 1981
  - Carmelo Bene - Lectura Dantis; voce recitante C.B.; musiche introduttive di S. Sciarrino; musicista solista D. Bellugi (flauto); produzione R. Maenza; registrazione live Bologna, Torre degli Asinelli, 31 luglio.- CGD.
  - Carmelo Bene in Pinocchio (storia di un burattino da Collodi); nel centenario della nascita di Pinocchio; regia, elaborazione testi e voce principale C.B.; musiche di G. Giani Luporini; la Fatina L. Mancinelli; tecnici della registrazione: G. Burroni, M. Contini, B. Bucciarelli; Mixer L. Torani; produzione a cura di R. Maenza; registrazione effettuata a Forte dei Marmi - CGD.
- 1984 Carmelo Bene – “L'Adelchi di Alessandro Manzoni”; uno studio di Carmelo Bene e Giuseppe Di Leva; musiche di G. Giani Luporini, orchestra sinfonica e coro di Milano della Rai; Direttore E: Collina, maestro del coro M. Balderi; voce principale C.B.; Ermengarda: A. Perino; percussioni A. Striano; registrato in occasione delle recite al Teatro lirico di Milano febbraio – marzo 1984; produzione a cura di A, Pischedda; regia del mixaggio C.B.; tecnici del suono L. Cavallarin, G. Jametti; Fonit-Cetra.
- 1994 Carmelo Bene in Hamlet suite – spettacolo-concerto; collage di testi e musiche di C.B.; interprete[27] principale C.B.; Kate-Ofelia: M. Chiarabelli, P. Boschi; mixer P. Lovat; assistente L. Viglietti; produzione a cura di M. Bavera; registrato al Teatro Morlacchi di Perugia il 25 novembre 1994, Nostra Signora S.r.l.
- 1999 Dino Campana – Carmelo Bene - Canti Orfici – Variazioni per voce - stralci e varianti, voce recitante C.B., in collaborazione con la RAI; Mastering Suoni S.r.l.; tecnico del suono A. Macchia; libro e compact disc - Bompiani, giugno

### Registrazioni audiovisive di prove e seminari
- Il principe cestinato, (colloquio satirico-filosofico con Carmelo Bene), realizzato da Carlo Refele e Maurizio Grande, durante le prove di Un Amleto di meno, con Lydia Mancinelli e Alberto Arbasino, 1972.
- L'immagine della phoné, Teatro Argentina, Roma, 18 e 20 novembre 1984. Archivio Storico delle Arti Contemporanee, La Biennale, Venezia.
- Seminario a porte chiuse sulla macchina attoriale, per la Biennale Teatro 1989, Venezia, settembre 1989. Archivio Storico delle Arti Contemporanee, La Biennale, Venezia.
- Macbeth di William Shakespeare. Videoregistrazione in tempo reale delle prove dell'edizione teatrale del 1983. Teatro Ateneo, Roma, 22 ottobre – 23 novembre 1982. Centro Teatro Ateneo, Archivio dello spettacolo, Roma.
- Macbeth di Carmelo Bene, programma video in due parti: Concerto per attore solo e Le tecniche dell'assenza. Progetto di F. Marotti e M. Grande. Centro Teatro Ateneo, Archivio dello spettacolo, Roma, 1985.
- Quattro seminari straordinari di Carmelo Bene, Palazzo delle Esposizioni, Roma, 12-15 dicembre 1990.

## Riconoscimenti
- Festival di Cannes
  - 1973 – Candidatura alla Palma d'oro per Un Amleto di meno

- Mostra internazionale d'arte cinematografica
  - 1968 – Gran premio della giuria per Nostra Signora dei Turchi

- Nastro d'argento
  - 1970 – Candidatura al miglior attore protagonista per Nostra Signora dei Turchi

- Premio Ubu
  - 1977/1978 – Migliore attore protagonista, migliori costumi per Riccardo III
  - 1978/1979 – Miglior spettacolo, migliore regia, migliore attore protagonista, migliore scenografia per Otello
  - 1982/1983 – Miglior spettacolo, miglior attore protagonista per Macbeth
  - 1994/1995 – Premio speciale

## Omaggi
- Il singolo dei Negramaro Io non lascio traccia è dedicato proprio a Carmelo Bene.
- Una parodia di Carmelo Bene è stata rappresentata da Emilio Solfrizzi durante la produzione televisiva Tele Durazzo e Il Polpo (1993), con lo pseudonimo di Carmelo Meglio.
- Una successiva parodia è stata portata in scena da Maurizio Crozza a Mai dire gol (1999-2000).
- A lui è dedicato un lungo viale a Roma. Si trova nel quartiere residenziale “Porta di Roma”, caratterizzato da comprensori e palazzi autonomi di lusso, vicino al centro commerciale più grande d’Italia.